# Катастрофа на Джомолунгме (1996)
Катастро́фа на Джомолу́нгме 1996 года — случай массовой гибели альпинистов во время восхождения на высшую точку планеты, произошедший в ночь с 10 на 11 мая 1996 года. Её жертвами стали четверо участников коммерческой экспедиции компании Adventure Consultants (с англ. — «Консультанты по приключениям») Роба Холла, включая его самого, Скотт Фишер, руководитель коммерческой экспедиции компании Mountain Madness (с англ. — «Горное безумие»), а также трое восходителей из индийской национальной экспедиции, организованной Индо-Тибетской пограничной службой (англ. Indo-Tibet Border Police). Ещё двое альпинистов, совершавших в тот день восхождение, получили серьёзные обморожения. По числу жертв майская трагедия стала самой крупной с 1922 года, когда в лавине, сошедшей с Северного седла, погибли семеро носильщиков британской экспедиции Чарльза Брюса.
Майские события на Эвересте получили широкую огласку в средствах массовой информации и вызвали полемику по самому широкому спектру вопросов, как касающихся организации коммерческих восхождений в целом, так и частных вопросов высотного альпинизма, таких как допустимость использования кислородного оборудования, а также высокогорная этика — приемлемость традиционных морально-этических норм на запредельных высотах. Несмотря на то, что трагедия наглядно продемонстрировала, что далеко не всегда профессиональные гиды-высотники могут не только обеспечить успешное восхождение, но и гарантировать безопасность жизни и здоровья своих клиентов, число коммерческих экспедиций на Эверест выросло. Так, только с 11 по 27 мая 1996 года на вершину взошли 67 альпинистов, 23 мая 2001 года, спустя пять лет после трагедии, всего за один день на вершину поднялось 90 человек, 19 мая 2012 года на вершину взошли 234 альпиниста, а в 2018-м на вершину только весной поднялись 715 человек. При этом число погибших снизилось до 4 % относительно общего числа восхождений (на 2018 год).
Многие из непосредственных участников-свидетелей этого драматического восхождения позже опубликовали книги, в которых изложили собственное видение причин и обстоятельств, приведших к катастрофе, наиболее известными из которых стали бестселлер 1997 года «В разрежённом воздухе» Джона Кракауэра, клиента Роба Холла, и книга того же года Анатолия Букреева, гида «Горного безумия», «Восхождение». В 2000 году были опубликованы воспоминания Бека Уэзерса «Left For Dead: My Journey Home from Everest» (с англ. — «Брошенный умирать») и Лин Гаммельгард «Climbing High: A Woman’s Account of Surviving the Everest Tragedy» (с англ. — «Восхождение в поднебесье»), в 2011-м книга Грэма Рэтклиффа (англ. Graham Ratcliffe) «A Day to Die For: 1996: Everest’s Worst Disaster» (с англ. — «За день до смерти»), а в 2014 году воспоминания Лу Касишке (англ. Lou Kasischke) «After the Wind: 1996 Everest Tragedy, One Survivor’s Story» (с англ. — «После того, как стих ветер [досл. После ветра]»). Частично тема была затронута также в книге Мэтта Дикинсона «Другая сторона Эвереста» (2000).
События мая 1996 года на Эвересте легли в основу двух художественных, а также нескольких документальных фильмов.

## Введение

### Краткая история коммерциализации Эвереста

Эверест — 3D-анимация

После первого покорения Эвереста в 1953 году и вплоть до начала 1970-х годов число поднявшихся на его вершину альпинистов было невелико — гималайские экспедиции были крайне дорогостоящими мероприятиями, и к тому же по политическим причинам и причинам религиозного характера восхождения в Гималаях со стороны официальных властей Китая и Непала были ограничены. В 1970-х годах запреты были частично сняты, а в 1980-х годах сняты практически полностью, что вызвало резкий рост желающих посетить этот малоизученный регион и, в частности, подняться на Третий полюс земли. И если до этого времени в число желающих входили исключительно альпинисты-профессионалы, для которых Эверест был своего рода мерилом профессиональной квалификации, то после 1985 года, когда Дэвид Бришерс поднял на вершину мира 55-летнего бизнесмена Дика Басса, по мнению Джона Кракауэра, Эверест «… бросились штурмовать <все, кому позволяли средства> при помощи проводников, в результате чего альпинизм на Эвересте бесповоротно вступил в эру коммерции». Как выразился российский альпинист Александр Абрамов, отвечая на вопрос «Оскорбляют ли горы попытки непрофессиональных альпинистов покорить их?», — «Раньше люди ходили по дорогам пешком, <а> потом появились кареты и машины…». Кроме того, коммерческие восхождения стали ещё одним постоянным источником пополнения бюджетов небогатых гималайских регионов, поскольку, по словам Конрада Анкера, «всегда найдутся люди, которые захотят подняться на самую высокую точку мира…».
Первые коммерческие экспедиции на Эверест начались в начале 1990-х годов. Одним из наиболее удачливых предпринимателей на новом поприще стал новозеландец Роб Холл — в 1992—1994 годах он организовал три успешных восхождения. В 1993 и 1995 годах успеха добились британские коммерческие экспедиции Стива Белла (англ. Stephen Bell, «Himalayan Kingdoms» (с англ. — «Гималайские королевства»)) (с юга) и шотландца Генри Тодда (англ. Henry Todd, «Himalayan Guides» (с англ. — «Гималайские гиды»)) (с севера). Как и в любом коммерческом начинании, были и те, кто, по словам Тодда, «… глазом не моргнув, <> присваивают себе большие деньги, прекрасно понимая, что никаких шансов у их подопечных нет». Занять свою нишу в перспективном бизнесе не преминули и американцы, в частности, Скотт Фишер — руководитель компании «Mountain Madness», до этого занимавшийся преимущественно организацией экспедиций в удалённые районы Африки, Азии и Южной Америки.

### Классические маршруты восхождений

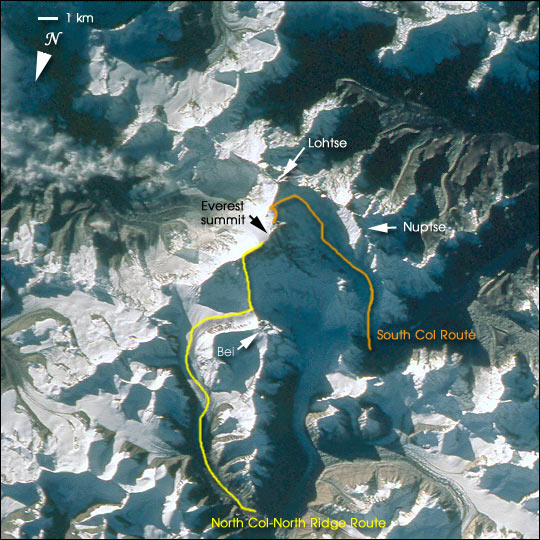
Классические маршруты на Эверест: желтый — северный, оранжевый — южный

Всего на вершину Эвереста проложено около 20 маршрутов различной степени трудности, из которых два считаются «классическими», и именно по ним осуществляется бо́льшая часть восхождений. К классическим относят «северный» маршрут, открытый в 1921 году Джорджем Мэллори во время первой британской экспедиции 1921 года (со стороны Тибета — через ледник Восточный Ронгбук и перевал Северное седло), и «южный», открытый в 1951—1952 годах швейцарскими экспедициями Эрика Шиптона и Эдуарда Висс-Дунанта (через ледник Кхумбу и перевал Южное седло). Технически маршруты схожи, однако «южный», поскольку короче, более популярен. Тактически восхождения по обоим маршрутам осуществляются в большинстве случаев в «осадном» стиле — в начале маршрута организовывается базовый лагерь (~5200 м), по маршруту по мере набора высоты (примерно через каждые 500 метров) организуется цепь промежуточных высотных лагерей (I-II-III и т. д.), из последнего, штурмового (ШЛ), осуществляется попытка выхода на вершину. В коммерческих (а также более ранних) экспедициях высотную логистику — обустройство лагерей и снабжение их всем необходимым (снаряжением, пищей, топливом) — обеспечивают высотные носильщики — шерпы. Они же (в зависимости от квалификации) могут организовывать страховку (провешивать перила) на опасных или технически сложных участках маршрута.
Штурмовой лагерь при восхождении с юга (на Южном седле) расположен на высоте около 8000 метров. Подъём к вершине из него в среднем занимает порядка 10—12 часов, наиболее заметными элементами рельефа на завершающем этапе маршрута являются Балкон (англ. The Balcony, 8400 м, 4—5 часов [от ШЛ]) — верхняя часть центрального контрфорса — характерный скальный выступ на юго-восточном ребре Эвереста, Южная вершина (англ. South Summit, 8690 м, 7—10 часов) и ступень Хиллари (8790 м) — тринадцатиметровый крутой и узкий участок гребня. Далее подъём на вершину осуществляется по относительно пологому снежному склону. Спуск с вершины до лагеря на Южном седле занимает 4-7 часов (всего на подъём/спуск уходит примерно 14-19 часов). Исходя из этого, общая стратегия безопасного подъёма на вершину предполагает ранний выход, со спуском вниз до начала сумерек, которые на Эвересте начинаются в середине весны около 17.00 по местному времени.
При восхождении с севера в качестве базового, как правило, используется передовой базовый лагерь (англ. Advanced Base Camp; ABC), расположенный на высоте ~6500 метров. Поскольку перевал Северное седло значительно ниже Южного, на нём разбивается первый высотный лагерь (4—6 часов от ABC). Лагеря II и III организуются на высотах, соответственно, 7500 м (~5 часов от первого) и 8300 м (4—6 часов от второго). Ключевым участком восхождения является Вторая ступень — практически вертикальный скальный участок восточного гребня, на котором Китайская экспедиция 1975 года установила лестницу. Среднее время подъёма на вершину от Лагеря III примерно совпадает со временем спуска до него и оценивается в 7—8 часов (всего примерно 14—16 часов).

### Особенности восхождения

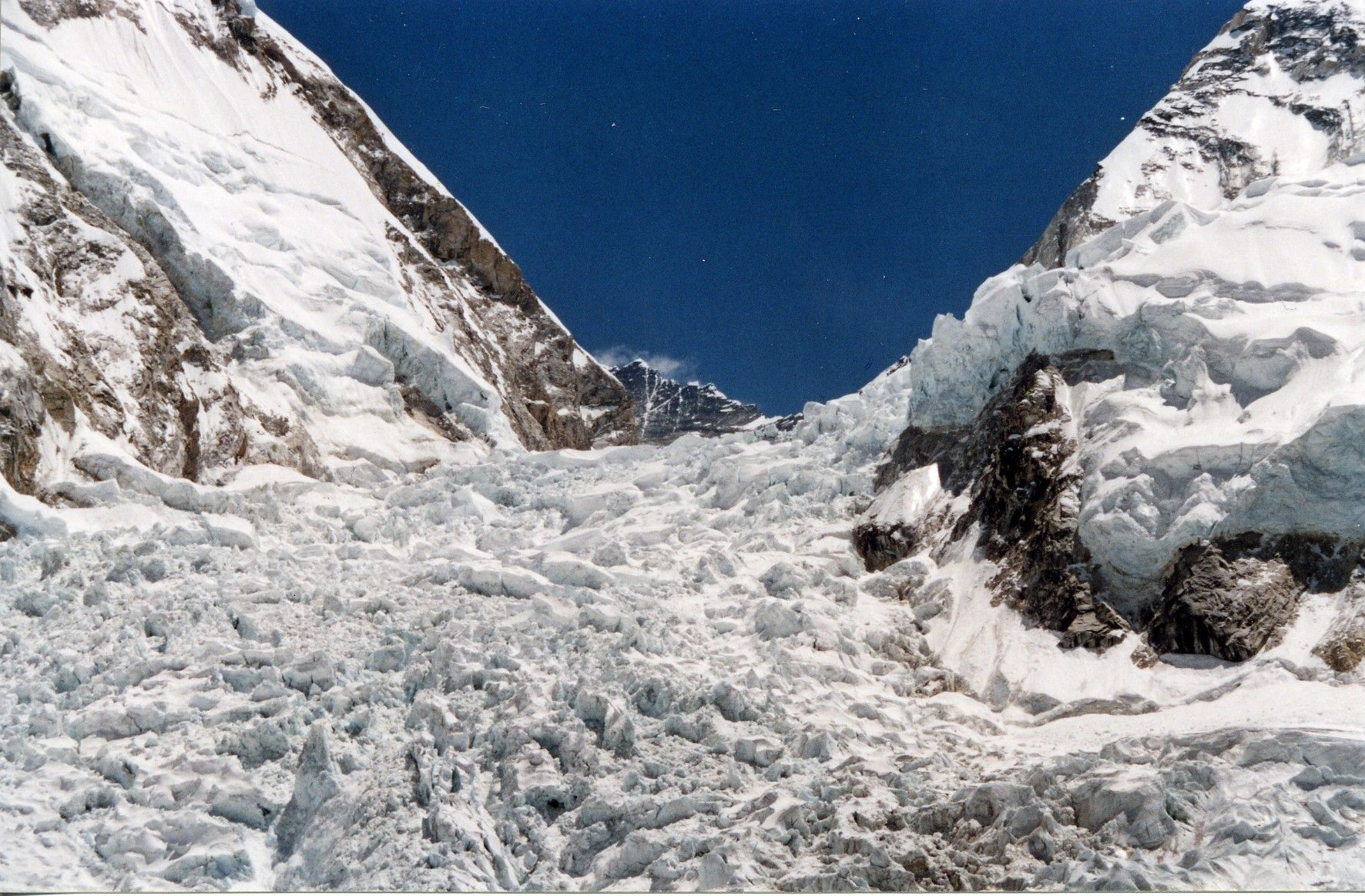
Ледник Кхумбу

Несмотря на то, что высотные носильщики в коммерческих восхождениях берут на себя значительный объём физической и технической работы на маршрутах, обеспечением безопасности клиентов, которая напрямую зависит от правильно проведённой высотной акклиматизации, занимаются горные гиды. По словам А. Букреева, «… очень важно уметь отличать плохое самочувствие клиента, которое является нормой <…> от предвестников [более] серьёзных проблем». «Для новичка <…> все ощущения новые, не похожие на те, к которым он привык. Поэтому ему сложно проконтролировать своё состояние…». Сам процесс акклиматизации заключается в постепенном наборе высоты и «привыкании» к работе на ней. Поскольку процесс акклиматизации во многом является индивидуальным, его стратегию, допуск клиентов на восхождение, а также его тактику определяет непосредственно руководитель экспедиции (восхождения). Обычно восхождения на высотах выше 8000 метров осуществляются с использованием дополнительного кислорода, количество которого также рассчитывается руководителем восхождения, исходя из предполагаемой продолжительности подъёма — спуска, которая, в свою очередь, зависит от физического состояния ведомой им группы.
Одним из ключевых факторов для успешного восхождения на Эверест является погода. Географически гора находится в зоне влияния муссонных ветров, поэтому наиболее благоприятным является период примерно с середины апреля по середину мая. По словам альпиниста Эда Вистурса: «каждую весну есть окно в погоде — период спокойных и ясных дней… В некоторые годы оно приходится на начало мая, в некоторые — на его вторую половину». Однако поскольку высота вершины находится практически на нижней границе высотного струйного течения, нельзя исключать фактор возникновения внезапных штормов, порывы ветра во время которых могут достигать 160 км/ч. В мае 1996 года погодное окно выдалось на вторую половину мая — именно тогда без проблем совершили восхождения Ханс Каммерландер, Эд Вистурс и его компаньоны, российская сборная из Красноярска Сергея Баякина (Пётр Кузнецов, Валерий Коханов и Григорий Семиколенков — 20 мая по новому маршруту) и многие другие.

## Участники восхождения с юга

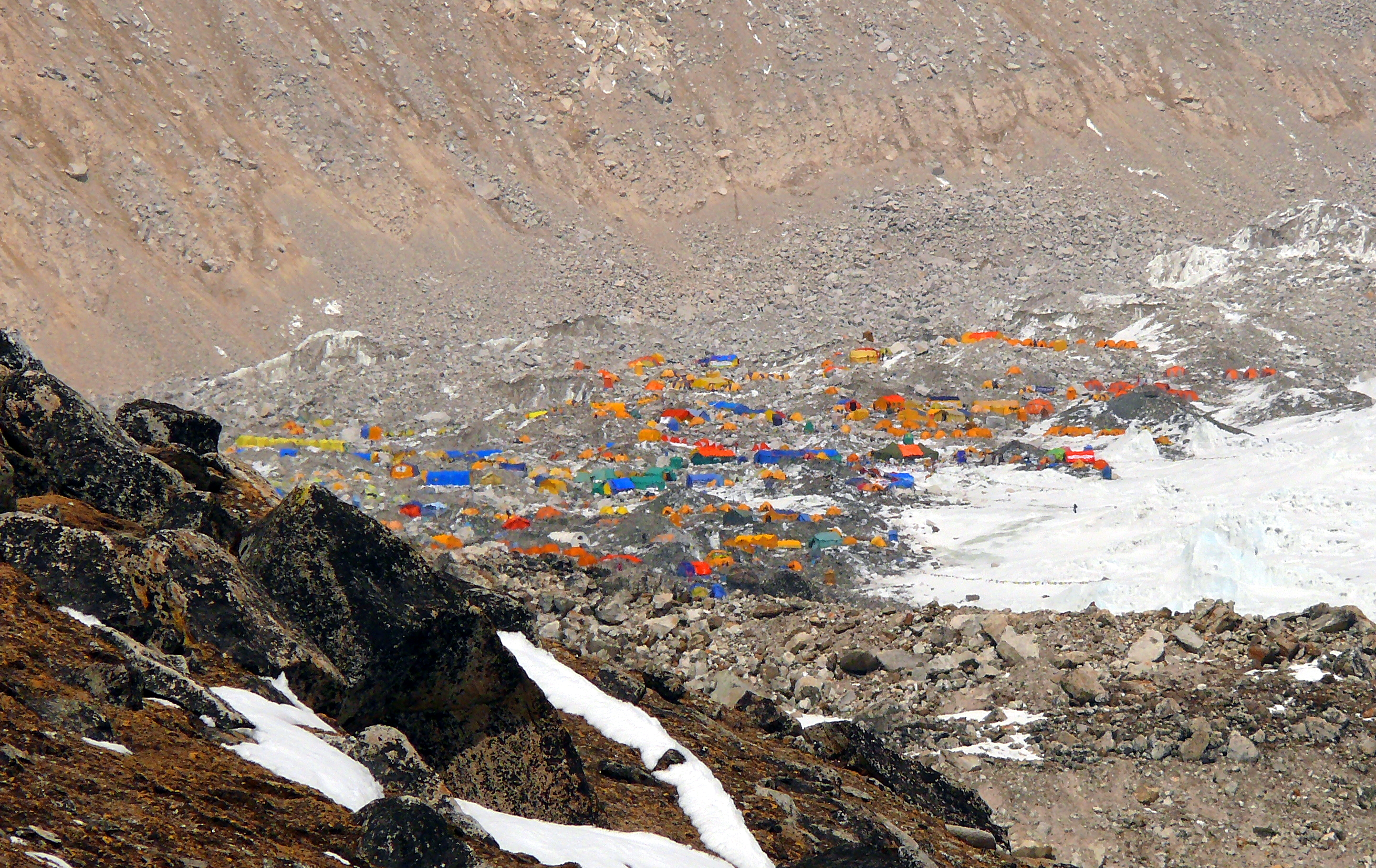
Базовый лагерь

В 1996 году официальные власти Непала изменили правила проведения экспедиций в высокогорье «одна экспедиция — один маршрут», поэтому впервые только весной на южном классическом маршруте на Эверест — Лхоцзе (на начальных этапах подъём на вершины совпадает) работали 11 экспедиций, в том числе экспедиция IMAX под руководством Эда Вистурса, Тайваньская национальная экспедиция «Макалу» Го, команда из Южной Африки (рук. Ян Вудал), Йёран Кропп (соло), интернациональная Британо-датско-финская экспедиция, «Гималайские гиды» Генри Тодда и ряд других.
Руководители экспедиций на общем совещании самостоятельно распределили порядок подъёма на вершину. Первому в этот сезон (3 мая) было отведено идти «одиночке» Кроппу — он начал подъём 1 мая и вернулся в базовый лагерь 6-го, не достигнув вершины (покорил её 23 мая без помощи шерпов). После него должна была выступать команда из Черногории, а 8—9 мая — экспедиция IMAX. Группы Холла и Фишера выбрали для штурма 10 мая. Го Мин-Хо обещал не подниматься в этот день — однако тайваньская группа нарушила соглашение. Группы Бурлесона и Даффа должны были идти вверх позднее. Вудал же заявил, что южноафриканцы пойдут вверх, когда сочтут нужным.

### Коммерческая экспедиция «Mountain Madness»

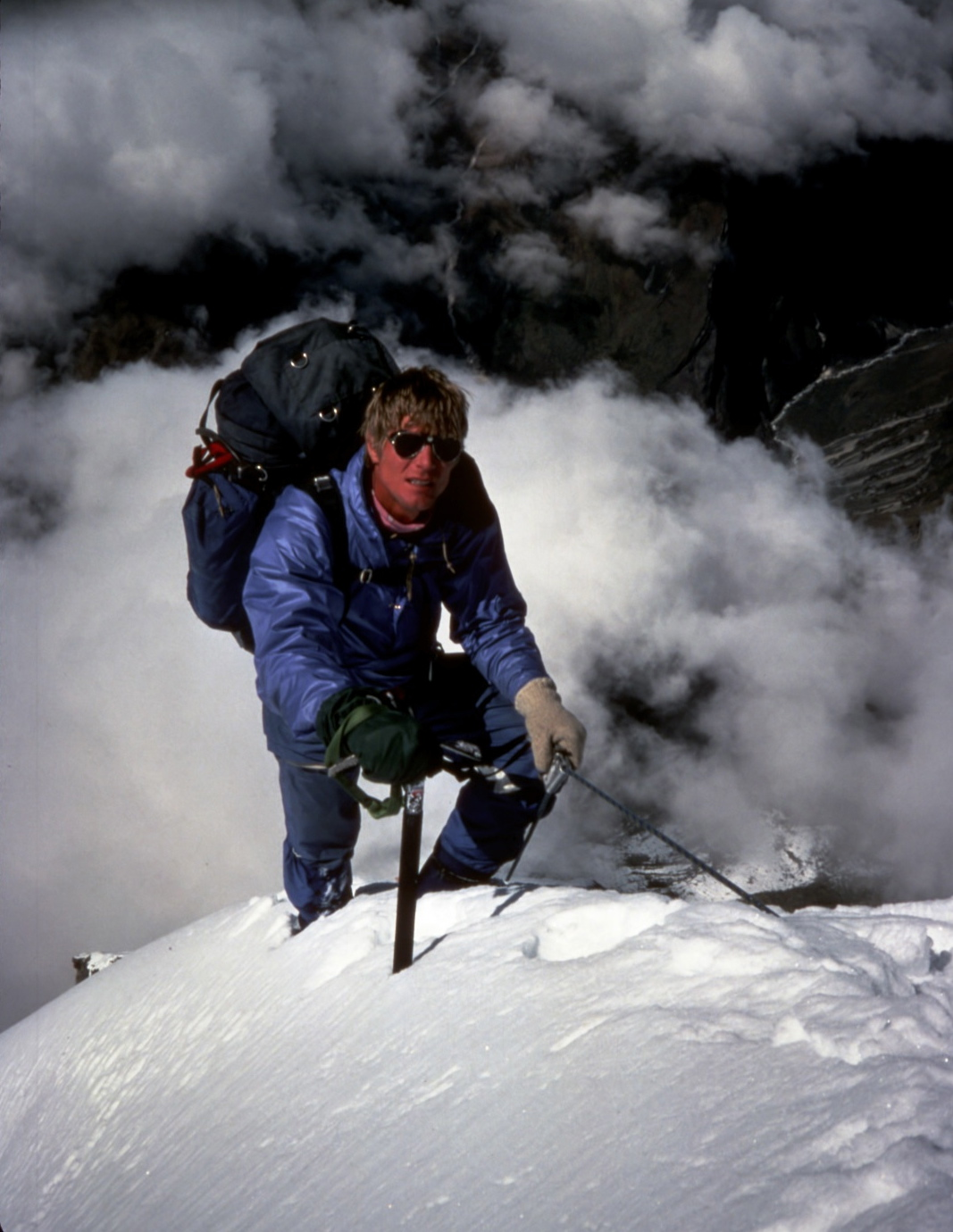
Скотт Фишер во время восхождения на Клык в массиве Аннапурна (7647 м), 1984 год

Руководитель экспедиции: Скотт Фишер (40 лет) — альпинист-профессионал (Эверест, К2, Лхоцзе).
Гиды:
- Анатолий Букреев (38 лет) — альпинист-профессионал (Эверест [2], Дхаулагири, Макалу [2], К2, Манаслу, Канченджанга [все вершины массива]);
- Нил Бейдлман[англ.] — альпинист-профессионал (Макалу [в связке с Букреевым (1994)])[32].

Клиенты:
- Мартин Адамс (англ. Martin Adams, 47 лет) — «белый воротничок» с Уолл-стрит, альпинист-любитель (Аконкагуа, Денали и Килиманджаро);
- Шарлотта Фокс[англ.] (38 лет) — альпинист-любитель (восхождения в Скалистых горах (Колорадо), а также на два восьмитысячника);
- Тим Мадсен (Мэдсен) (англ. Tim Madsen, 33 года) — альпинист-любитель без высотного опыта;
- Дейл Круз (англ. Dale Kruse, 45 лет) — врач-стоматолог (без альпинистского опыта);
- Лин Гаммельгард[англ.] (35 лет) — альпинист-любитель;
- Сэнди Хилл Питтман[англ.] (41 год) — «светская львица», альпинист-любитель (покорила шесть из Семи вершин и дважды пыталась подняться на Эверест);
- Пит Шёнинг (68 лет) — участник американской экспедиции на K2, первый восходитель на Гашербрум I;
- Клив Шёнинг (англ. Klev Schoening, 38 лет) — племянник Пита Шёнинга, горнолыжник (без альпинистского опыта)[33][34].

Шерпы:
- Лопсанг Джангбу (англ. Lopsang Jangbu Sherpa) — сирдар (старший у высотных носильщиков);
- Наванг Дордже (англ. Nawang Dorje Sherpa);
- Тенцинг (англ. Tenzing Sherpa);
- Таши Цхеринг (англ. Tashi Tshering Sherpa);
- Нгаванг Топче (англ. Ngawang Topche).

Команда «Горного безумия» прибыла в базовый лагерь 30 марта и к 3 мая завершила плановую акклиматизационную программу. В ходе акклиматизационных выходов по естественным причинам из борьбы за вершину выбыли Пит Шеннинг и Дейл Круз (последнего 28 апреля с трудом спустили в нижние лагеря) — они так и не смогли справиться с влиянием высоты. Фишер, изо всех сил старавшийся оказать поддержку своим клиентам, по словам Букреева, уже к 23 апреля «… выбился из графика, измотал себя непомерной физической нагрузкой… Он шёл по краю пропасти не менее опасной, чем коварные трещины на леднике Кхумбу. Однако всякий раз ему удавалось выкарабкаться, и он оставался всё таким же улыбчивым и приветливым».
6 мая «Горное безумие» в полном составе (за исключением Пита Шёнинга, который из-за показаний кардиограммы решил вернуться в базовый лагерь) вышло на штурм вершины. Ещё не доходя Лагеря II, Дейл Круз, которому Фишер решил дать ещё один шанс, выбился из сил (согласно Джону Кракауэру Дейл проспал почти сутки после подъёма в третий лагерь, после чего не мог даже правильно надеть экипировку), и Скотт принял решение спускать его вниз. Букреев, пошедший вверх на пять часов позже основной команды в одиночку, несмотря на указание Фишера сопровождать клиентов, встретил их спускающимися в базовый лагерь: «Дейл выглядел плохо, Скотт казался нервным и немного расстроенным. Видя его усталость и понимая, что ему сейчас лучше быть с экспедицией, я предложил Скотту свои услуги, но он ответил мне, что хотел бы проводить Дейла сам». По оценке соавтора Букреева Вестона Де Уолта: «Если сложить все его <C. Фишера> переходы вверх-вниз за последние недели, их хватило бы на то, чтобы трижды подняться на Эверест».
6—7 мая экспедиция провела в Лагере II. Генри Тодд из «Гималайских гидов», повстречавший Фишера 7 мая на подходе ко второму лагерю, отметил, что «Скотт совершенно не жалел себя, сгорал на глазах. Было видно, что он плохо себя чувствовал». На вопрос, почему он не отправил вниз Круза с кем-нибудь из гидов, Фишер сказал, что не мог «… поступить иначе, понимаешь, он чуть не плакал. Не мог я его отправить ни с Анатолием, ни с Нилом, ни с кем-либо из шерпов. Он ведь мой друг…»
8 мая все участники дошли до Лагеря III, а днём 9 мая поднялись в штурмовой IV лагерь на Южном седле — погода была штормовой и, по мнению Букреева, не располагала к выходу на следующее утро. «Это было поистине адское место, если только в аду бывает так холодно: ледяной ветер, скорость которого превышала 60 миль в час, свирепствовал на открытом плато…».

### Коммерческая экспедиция «Adventure Consultants»

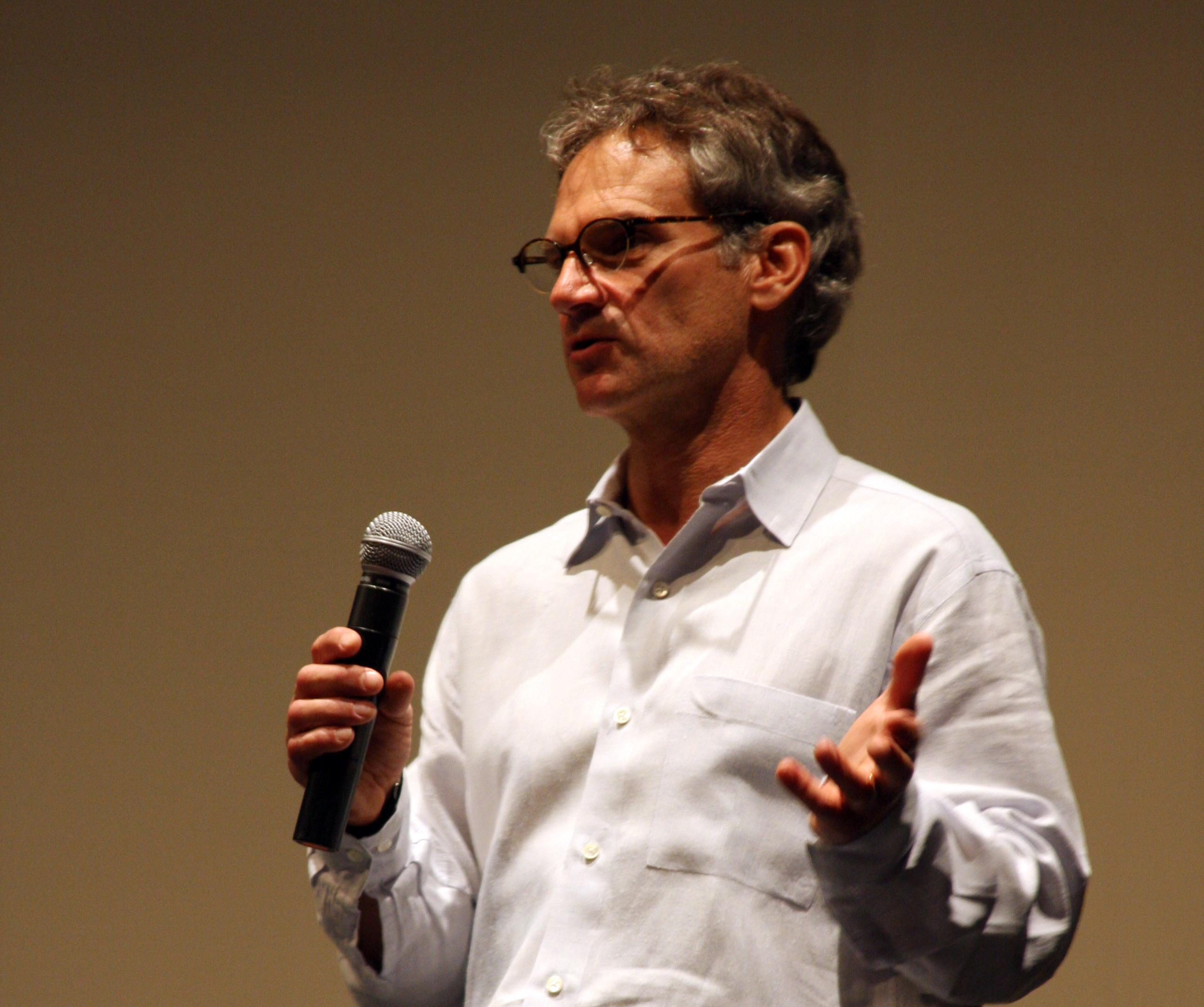
Джон Кракауэр, 2009

Руководитель экспедиции: Роб Холл (35 лет) — альпинист-профессионал (Эверест [4], К2, Лхоцзе, Чо-Ойю, Макалу).
Гиды:
- Майк Грум[англ.] (37 лет) — альпинист-профессионал (Канченджанга, Эверест, К2, Чо-Ойю, Лхоцзе);
- Энди Харрис (31 год) — альпинист-профессионал (без опыта восхождений на восьмитысячники).

Клиенты:
- Фрэнк Фишбек (англ. Frank Fischbeck, 53 года) — издатель (без альпинистского опыта);
- Даг Хансен (англ. Doug Hansen, 46 лет) — почтовый служащий (в 1995 году предпринял попытку восхождения на Эверест с командой Холла, дойдя до Южной вершины);
- Стюарт Хатчисон (англ. Stuart Hutchison, 46 лет) — врач-кардиолог (без альпинистского опыта);
- Лу Касишке (англ. Lou Kasischke, 53 года) — адвокат, альпинист-любитель (покорил шесть из Семи вершин);
- Джон Кракауэр (42 года) — журналист, альпинист-любитель;
- Ясуко Намба (47 лет) — служащая (Япония), альпинист-любитель (покорила шесть из Семи вершин);
- Джон Таск (англ. John Taske, 56 лет) — врач-анестезиолог (без альпинистского опыта);
- Бек Уэзерс[англ.] (49 лет) — врач-патолог (без альпинистского опыта)[41].

Шерпы:
- Анг Дордже (англ. Ang Dorje) — сирдар;
- Лхакпа Чхири (англ. Lhakpa Chhiri);
- Наванг Норбу (англ. Nawang Norbu);
- Ками (англ. Kami).

Команда «Консультантов» прибыла в базовый лагерь 10 апреля и 13-го числа вышла на свой первый акклиматизационный выход. В течение последующих трёх недель все участники экспедиции совершили ещё два выхода, во время которых провели четыре ночёвки в Лагере II (~6500 метров) и одну в Лагере III (~7100 м). 1 мая команда в полном составе спустилась в базовый лагерь для отдыха. Предварительная дата штурма вершины Холлом была определена заранее исходя из собственного опыта — 10 мая, именно эта дата, по словам Эда Вистурса, приносила ему в прошлом удачу.
Утром 6 мая Холл и его клиенты начали подъём в верхние лагеря. По пути они встретили спускающегося вниз шведа Йёрана Кроппа, отказавшегося от «вершины» в ста метрах от неё — «…к двум часам пополудни, в пятницу (3 мая), он достиг только высоты 8748 метров и оказался прямо под Южной вершиной. Несмотря на то, что до вершины оставалось 60 минут подъёма, Кропп решил повернуть обратно, полагая, что он слишком устал и если продолжит подъём, то не сможет благополучно спуститься назад». Холл, который, по словам Кракауэра, «не один раз прочитал нам нотацию о большом значении времени возвращения в день штурма вершины», был впечатлён решением шведа — «При достаточной решимости любой идиот может подняться на эту гору… Но вся хитрость в том, чтобы спуститься назад живым». 7 мая «Консультанты», также как и «Горное безумие», отдыхали в Лагере II, днём позже поднялись в Лагерь III, а 9 мая вышли на Южное седло. По записям Кракауэра: «Погода и поражение черногорцев не предвещали ничего хорошего для нашего штурма вершины, который должен был в соответствии с планом начаться менее чем через шесть часов». Однако к 19:30 шторм прекратился и ветер почти утих — Холл «прекрасно выбрал время для нашей попытки».

### Тайваньская национальная экспедиция
Точные подробности организации и проведения Тайваньской национальной экспедиции (Taiwanese National Expedition) под началом Го Минг-Хо по прозвищу «Макалу» в англоязычных источниках не освещались. Согласно Джону Кракауэру «слухи о тайваньцах пришли на Эверест раньше их самих» — годом раньше в рамках подготовки к восхождению на Эверест их команду из 9 человек, один из которых погиб и двое обморозились, спасали со склонов Мак-Кинли. Их присутствие в базовом лагере «вызвало самые мрачные предчувствия» среди членов других экспедиций — никому не улыбалась перспектива менять свой маршрут ради их спасения в случае такой необходимости. Тайваньцы поднимались «в странной одежде и с ещё более странным оборудованием», не очень понимали, как пользоваться стандартными инструментами альпинистов, были мало знакомы с техникой восхождения по леднику и вообще никогда не поднимались выше 6190 м.
8 мая 41-летний Макалу и 36-летний Чен Ю Нань (англ. Chen Yu Nan) в сопровождении трёх высотных носильщиков поднялись в Лагерь III. Ночью 9 мая Чен вылез из палатки «по нужде» без обуви, в одних вкладышах для ботинок и, поскользнувшись на ледяном склоне, «улетел», — однако, застряв в ледниковой трещине примерно 25 метрами ниже. Происшествие увидели шерпы и помогли ему быстро выбраться. Несмотря на падение Чена, его не стали эвакуировать вниз, — казалось, что он не получил серьёзных повреждений и отделался испугом. Команда продолжила путь наверх, оставив Чена в палатке (он отказался от продолжения подъёма в Лагерь IV на Южном седле, сказав, что ему нужно немного отдохнуть). Днём 9 мая его в недееспособном состоянии нашёл шерп Джангбу, носивший груз к Южному седлу и остановившийся передохнуть в Лагере III. Джангбу принял решение спускать Чена вниз, для чего привлёк ещё двоих шерпов. Они преодолели 100 метров вниз, когда Чен упал и потерял сознание. Джангбу связался по рации с Дэвидом Бришерсом (IMAX) — и тот вместе с Эдом Вистурсом сразу же вышел из Лагеря II вверх на помощь. Две группы встретились 40 минут спустя, однако к этому моменту Чен уже не проявлял признаков жизни. Бришерс сообщил о смерти Чена по рации Макалу, который к тому времени в сопровождении носильщиков Ками Дордже (англ. Kami Dorje), Нгимы Гомбу (англ. Ngima Gombu) и Мингмы Цхеринг (англ. Mingma Tshering) поднялся в штурмовой Лагерь IV на Южном седле. Согласно Джону Кракауэру, в ответ тот сказал только: «О’кей, спасибо за информацию». Смерть Чена никак не повлияла на его планы по штурму вершины. По воспоминаниям Го: «Тогда я не думал о Чене. Я не мог осознать факт его смерти. Мне не с кем было поделиться этим. Я просто сидел в палатке Лагеря IV», погода была штормовой, а возможность штурма вершины на следующий день маловероятна.

### Хронология восхождения 10—11 мая

#### Подъём

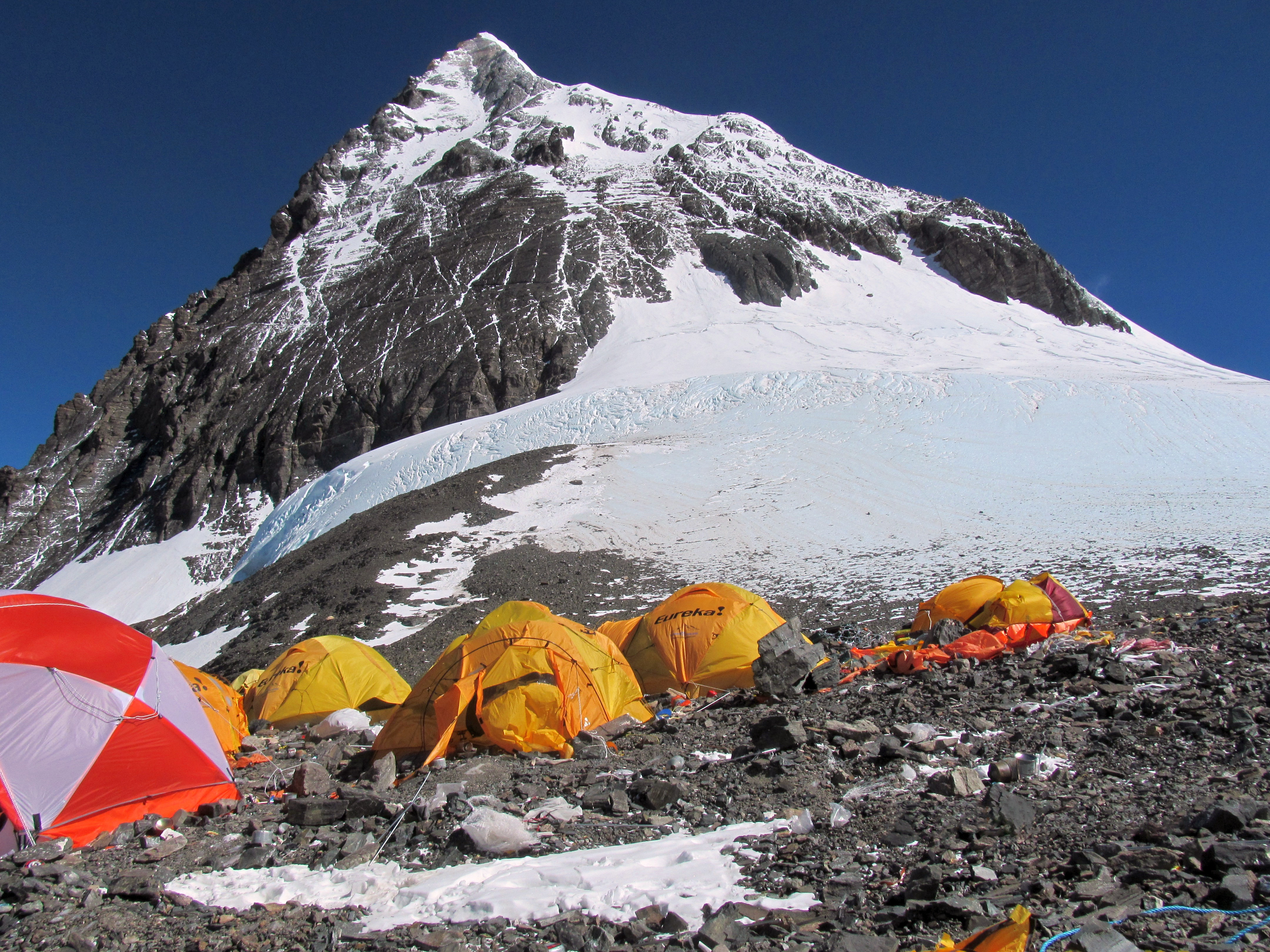
Лагерь на Южном седле. Высшая точка — Эверест, видимое возвышение в гребне — Южная вершина, чуть ниже — Балкон.

В 19:30 местного времени, по оценке Кракауэра, ураганный ветер, бушевавший над Эверестом, внезапно стих. По его же словам: «Инстинкт Холла был поразительным: оказалось, что он прекрасно выбрал время для нашей попытки. „Джонни, Стюарт! — кричал он из соседней палатки. — Похоже, нам повезло, ребята. Будьте готовы повеселиться к половине двенадцатого!“» Окончательное решение о начале восхождения в ночь с 9 на 10 мая принял Роб Холл. Фишер согласился с его доводами, несмотря на возражения своего старшего гида. Ориентируясь на решение профессионалов, а также погоду, к командам Фишера и Холла принял решение присоединиться и Макалу: «Если хоть один человек поднимется на вершину — экспедиция будет успешной». К тому же он дополнительно подстраховывался, зная, что он и его шерпы будут не одиноки во время штурма горы.
Около полуночи экспедиции Холла и Фишера вышли из Лагеря IV, Макалу и его двое шерпов несколько позже. Все участники (за исключением Букреева и Лопсанга, которые шли без кислорода, но тем не менее каждый на всякий случай взял с собой один баллон) несли по два баллона с кислородом, дополнительные (третьи) баллоны, рассчитанные на спуск, поднимали шерпы обеих экспедиций к Южной вершине. Поскольку каждый баллон при нормальном расходовании кислорода рассчитан в среднем на шесть часов, это означало, что никто не должен был вернуться в Лагерь IV позднее 18:00 — обычная практика восхождения. Фишер, в отличие от Холла, который обозначил для своих клиентов контрольное время для начала спуска между 13:00 и 14:00, жёстких условий не ставил — планировалось, что Бейдлман и Букреев будут попеременно вести за собой группу, а Фишер отправлять вниз отстающих. На случай проблем у него была радиосвязь с Лопсангом, который должен был всегда находиться или во главе группы, или рядом с её передовой частью. Ни у Бейдлмана, ни у Букреева раций не было. Кроме доставки кислорода под Южную вершину, сирдары экспедиций по договорённости между Холлом и Фишером (Лопсанг и Анг), двигаясь во главе команд, должны были организовывать во время восхождения перильную страховку на наиболее опасных участках в верхней части маршрута.
Де-факто после выхода Лопсанг оказался не во главе группы, а по непонятным до конца причинам находился в её арьергарде, страхуя на короткой страховочной верёвке Сэнди Питтман, а поэтому физически не мог выполнить озвученные договорённости, из-за чего произошли первые задержки во время подъёма. Так, в 5:30 утра, на час опережая остальных, Анг и Кракауэр первыми вышли на Балкон и, по воспоминаниям последнего, «могли бы легко уйти вперёд, чтобы провесить перила. Но Роб совершенно однозначно запретил мне идти дальше, а Лопсанг был всё ещё далеко внизу <>, поэтому здесь не было никого, кто бы мог поассистировать Ангу Дордже». По мере подъёма альпинистов на Балконе возникло первое «бутылочное горлышко».
Когда поднялся Лопсанг, стало ясно, что он измотан «опекой» над Питтман и работать на провешивании перил не сможет. Забрав у него верёвки, его заменил Нил Бейдлман — второй гид «Горного безумия». По воспоминаниям Букреева, «на Балконе мы просидели больше часа и уже отставали от графика. Поднимаясь по перилам, я несколько раз останавливался, чтобы пропустить вперёд клиентов. Я нарочно замедлял ход, надеясь, что встречу Скотта <> Я собирался обсудить с ним состояние наших клиентов и получить указания по поводу дальнейших действий. Общий план мне, конечно, был известен, однако обстоятельства изменились». По воспоминаниям Кракауэра, «толчея при продвижении по верёвке возрастала с каждым вновь прибывающим альпинистом, поэтому те, кто не смог пробиться вперёд, отставали всё больше и больше».
Около 10:00 Бейдлман вышел на Южную вершину. Через полчаса к нему поднялся Мартин Адамс. Примерно в это же время (10:30) повернул назад Фрэнк Фишбек, уже неоднократно пытавшийся взойти на вершину мира, но в этот раз «он интуитивно предчувствовал изменение погоды к худшему». Поднявшись на Балкон, из-за проблем со зрением (следствие ранее перенесённой операции на глазах) отказался от дальнейшего подъёма Бек Уэзерс. Роб Холл рекомендовал ему не спускаться самостоятельно в четвёртый лагерь: «… я хотел бы, чтобы ты оставался здесь, тогда я буду точно знать, где тебя искать на обратном пути с вершины…». Спустя час к отказникам присоединились ещё трое наиболее отстающих клиентов Холла: Стюарт Хатчисон, Лу Касишке и Джон Таск. Сопровождать их вниз решением лидера «Консультантов» отправились Ками и Лхакпа Чхири. Чуть позже повернуть назад решил ещё один из его клиентов Даг Хансен, но после диалога с руководителем на спуске он решил продолжить восхождение.
Оставшиеся клиенты «Консультантов» вперемешку с шерпами, клиентами «Горного безумия», а также тайваньской командой, продолжали подъём к Южной вершине. По состоянию на 11:30 даже при самом экономном расходе кислорода у участников экспедиций Фишера-Холла его оставалась всего на несколько часов, при том, что резервные кислородные баллоны, рассчитанные на спуск, даже ещё не были доставлены наверх.

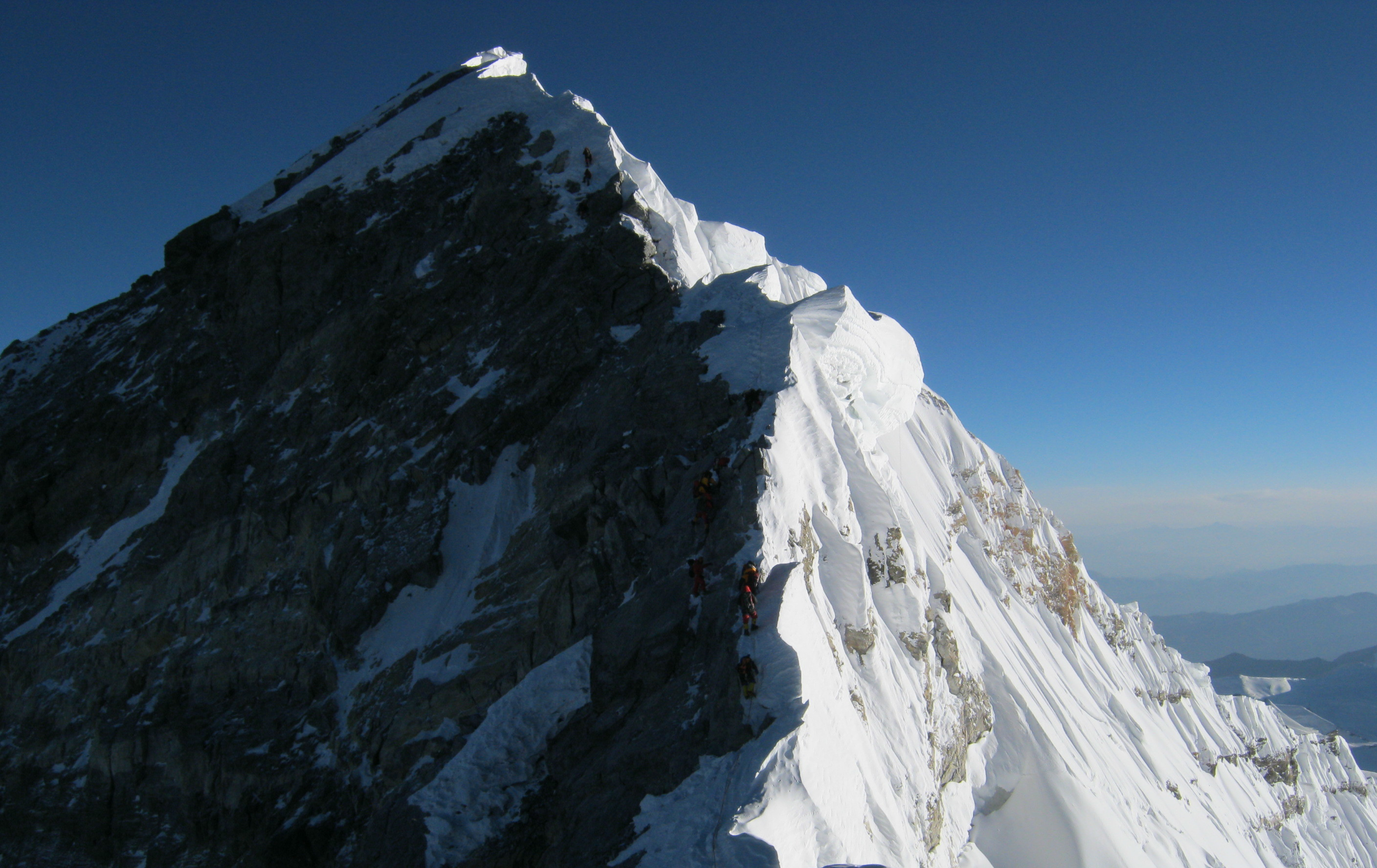
Ступень Хиллари

Ещё одно «бутылочное горлышко» образовалось перед ступенью Хиллари — когда Букреев поднялся на Южную вершину, он нашёл там «Мартина [Адамса], Нила [Бейдлмана], Анга Дордже, Тима [Мадсена] и ещё нескольких участников», при этом Анг Дордже «выглядел очень уставшим», а «остальные шерпы тоже ещё не были готовы отправиться наверх», хотя именно они по плану «должны были закрепить перила…». По словам Кракауэра, «около 11:40 утра, Бейдлман спросил: „Эй, Анг Дордже, ты собираешься закреплять верёвки или нет?“ Анг Дордже ответил коротко и недвусмысленно: „Нет“. Возможно, он ответил так потому, что ни одного из шерпов Фишера не было здесь, чтобы разделить эту работу». За организацию перил в самой верхней части маршрута в итоге взялись Букреев, Бейдлман, Энди Харрис и Джон Кракауэр. Они же первыми (с небольшой разницей по времени) чуть позже 13:00 вышли на вершину. Ещё в пределах 40 минут на вершину поднялись Мартин Адамс и Клив Шёнинг, после чего «движение у вершины прекратилось».
Опасаясь, что кислорода может не хватить на спуск к Южной вершине, первым с вершины спустя 15 минут, проведённых на ней, отправился вниз Кракауэр, а вслед за ним Энди Харрис. Они же первыми столкнулись с «пробкой» на ступени Хиллари, образованной отстававшими альпинистами. Около 14.00 спуск вниз с вершины начали Мартин Адамс, Клив Шёнинг и проведший на ней около часа без кислорода Анатолий Букреев: «Я подумал, что у клиентов могли возникнуть сложности на ступени Хиллари, и решил идти вниз». Приблизительно в 14:30 Букреев, до этого встретив на предвершинном гребне поднимающихся вверх «своих» клиентов, Роба Холла с «его клиентом», пересёкся со Скоттом Фишером, который шёл медленней идущих впереди него «тайваньцев». Букреев обсудил своё решение относительно спуска со своим руководителем — Фишер его одобрил: «При встрече с Фишером я чувствовал уверенность в своих силах и знал, что если сейчас быстро спущусь, то потом смогу сделать всё, что потребуется. Из четвёртого лагеря хорошо просматривался наш маршрут, и я мог следить за ситуацией на горе». На вершине оставался Нил Бейдлман, к тому же к 14:30 все остальные четверо клиентов «Горного безумия», включая сирдара Лопсанга, поднялись на вершину. Примерно в это же время на вершину вышли Роб Холл, Ясуко Намба и Майк Грум — в 14:15 с вершины Холл сообщил в базовый лагерь, что он и его двое шерпов Анг Дордже и Норбу находились на вершине (шерпов он отправил сразу вниз, как и Грума и Ясуко Намбу, и сообщил, что будет дожидаться Дага Хансена). Подавляющее большинство тех, кто поднялся на вершину позже 14:00, шли уже на третьем — «спусковом» баллоне кислорода.
В 15:40 Скотт Фишер связался с базовым лагерем и сообщил, что вся его команда достигла вершины. Последними на вершину взошли Макалу и его двое шерпов (около 15:00 местного времени по его собственной оценке (часам), в реальности почти одновременно с Фишером) и Даг Хансен (которого Холл прождал на вершине более полутора часов — почти до 16:00 или даже чуть более). Примерно в это же время стали появляться первые признаки надвигающегося шторма.

#### Спуск
Первыми благополучно спустились в Лагерь IV сошедшие с маршрута клиенты Роба Холла Фишбек, Хатчисон, Касишке и Таск, а также сопровождавшие их шерпы Ками и Лхакпа Чхири. Пятеро последних на спуске встретили Бека Уэзерса, но тот отказался спускаться вместе с ними — по его словам, он «не видел в то время причины нарушать данное Робу обещание».
Первыми начавшие спуск непосредственно с вершины, Джон Кракауэр вместе с Энди Харрисом провели более часа (до 14:45) на вершине ступени Хиллари из-за образовавшегося там «бутылочного горлышка», после чего продолжили путь вниз. Следом за ними спускались Букреев и Мартин Адамс. После спуска со ступени Хиллари Букреев обогнал эту тройку и первым, по собственной оценке примерно в 17:00, достиг Лагеря IV. На Балконе он встретил альпиниста (Бека Уэзерса), который сказал, что с ним всё в порядке, и поинтересовался, где находится Холл. Букреев сообщил незнакомцу, что Роб (по его оценке), в часе-двух отсюда, кроме того, «посмотрев на Южный гребень, я среди облаков разглядел на скалах, на высоте около 8500 метров, спускающегося альпиниста. „Отлично, — подумал я, — это, должно быть, Энди Харрис, который сейчас подойдёт и позаботится о своём клиенте“». По воспоминаниям Букреева, его «… собеседник очень сильно замёрз, как будто <был> уже обморожен, и с трудом мог разговаривать».
После достижения вершины ушли вниз шерпы Холла, а также Майк Грум и Ясуко Намба. В 15:10, проведя на вершине мира не менее 40 минут, спуск вниз в сопровождении Нила Бейдлмана начали оставшиеся клиенты «Горного безумия» Тим Мадсен, Шарлотта Фокс, Лин Гаммельгард и Сэнди Питтман. Значительная задержка первых ушедших с вершины наверху ступени Хиллари несколько компенсировала разницу во времени относительно их спуска к Южному седлу. Майк Грум, первый гид «Консультантов», догнал Кракауэра уже на подходе к Южной вершине, где отдал ему свой кислородный баллон (у последнего кислород закончился за считанные метры до склада у Южной вершины). На Южной вершине Кракауэр, так же как и Мартин Адамс, в последний раз видели Энди Харриса, беспомощно копающегося в огромной куче старых кислородных баллонов. По мнению Кракауэра, у Харриса уже тогда была сильнейшая гипоксия, но тогда его, самого страдавшего от кислородного голодания на последних метрах спуска к Южной вершине, «…неспособность разглядеть очевидное была отчасти усилена протокольным взаимоотношением гид-клиент. <> если бы мы поднимались вместе <> как равные партнёры, для меня это было бы немыслимо… Но в этой экспедиции он был в роли гида…».
До Балкона во главе спускающихся шёл Мартин Адамс, за ним следовали Джон Кракауэр, Майк Грум и Ясуко Намба, а следом Бейдлман со своими клиентами. Около 17:00 чуть ниже Балкона в условиях резко ухудшившейся видимости Мартин Адамс ушёл не в тот спусковой кулуар, и за время, когда он заметил свою ошибку и поднялся обратно, спускающихся вниз «возглавил» Джон Кракауэр. На Балконе Майк Грум обнаружил ещё одного своего клиента — Бека Уэзерса. Он отправил вниз Ясуко Намбу и начал спускать его вниз на короткой страховке. В итоге на финальном отрезке пути с вершины цепочка спускающихся выглядела следующим образом: Кракауэр — Адамс — Намба — Грум с Уэзерсом — Шёнинг и Гаммельгард — Бейдлман — Питтман — Фокс и Мадсен.
Ураган разразился, по разным оценкам, между 16:30 и 17:30, а в 19:00 бушевал уже в полную силу.

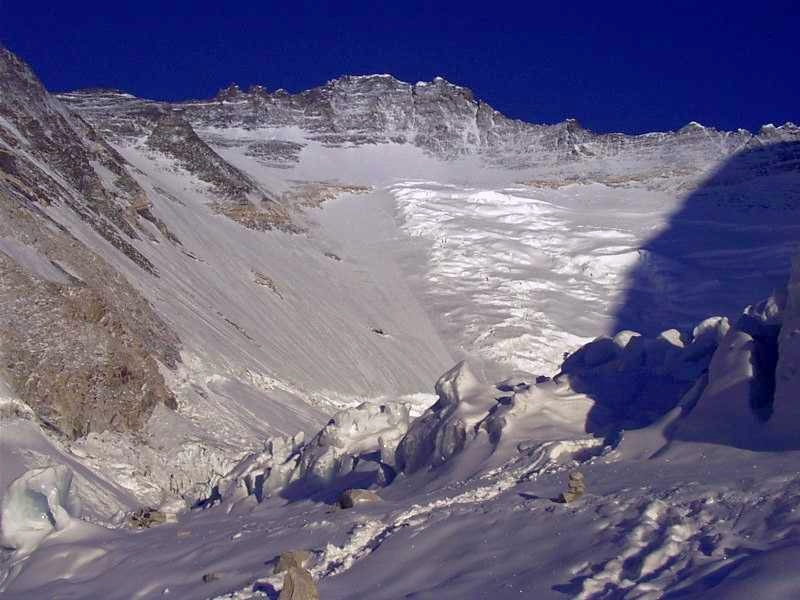
Западная стена Лхоцзе

Кракауэр первым из поднявшихся на вершину клиентов дошёл до лагеря на Южном седле, по собственной оценке, около половины седьмого вечера. Следом за ним не без проблем спустился Мартин Адамс (однако, по свидетельству очевидцев, оба пришли несколько позже — примерно в промежутке между 20:00 и 21:00). У спускавшейся вслед за Адамсом Ясуко Намбы на ~8500 м закончился кислород, и примерно за 150 вертикальных метров до Южной седловины, по словам Кракауэра, «крохотная японка села, отказываясь двигаться дальше». Поскольку Грум не мог ей ничем помочь — он тащил обессилевшего Уэзерса, Ясуко начал спускать вниз Бейдлман. Он же, опасаясь в отсутствие видимости выйти на крутые обрывы западной стены Лхоцзе, увёл клиентов немного «левее», предполагая выйти на центральную часть Южной седловины. После спуска на седло и блуждания по нему в кромешной тьме при «нулевой» видимости в поисках лагеря, в итоге вся группа (включая присоединившихся к ней шерпов Холла) оказалась всего в четырёхстах метрах от Лагеря IV вблизи сбросов стены Кангшунг, где была вынуждена ожидать улучшения видимости. В один из редких просветов бури Шёнинг, Бейдлман, Лин Гаммельгард, Грум и двое шерпов около часа после полуночи сумели дойти до Лагеря IV и вызвать помощь.
Точное время начала спуска с вершины Эвереста Фишера, Лопсанга, Холла с Хансеном и тайваньцев неизвестно. Фишер и Лопсанг относительно благополучно спустились до высоты 8300 м, после чего Скотт сел и отказался продолжать спуск. Попытки Лопсанга привести его в чувство результатов не дали, и Лопсанг по настоянию Фишера отправился вниз за помощью. Он пришёл в Лагерь IV приблизительно одновременно с группой Бейдлмана и попросил Букреева оказать помощь лидеру экспедиции, у которого предположительно начался отёк мозга.
Спускавшийся следом за Фишером Макалу Го упал от бессилия в считанных метрах ниже Скотта. С его слов, он даже слышал, как Скотт говорил: «Я болен, я болен», после чего впал в забытьё. Сопровождавшие его шерпы ушли вниз.
Роб Холл вместе с Дагом Хансеном в 17:00 находились наверху ступени Хиллари. В это время в Лагере II был перехвачен его радиовызов: «Я сам могу спуститься со ступени Хиллари, но я не знаю, как спустить его»… «Мне нужен кислород. Пожалуйста, кто-нибудь, я умоляю». В течение шести часов друзья Холла Эд Вистурс, Гай Коттер (англ. Guy Cotter) и другие мотивировали Холла оставить Хансена и спасать собственную жизнь. Однако, по мнению Вистурса, Роб решил остаться со своим клиентом на «холодную» ночёвку. В 2:45 11 мая Коттер услышал прерывистые радиовызовы Холла, в которых расслышал что-то вроде «Двигайся, давай, давай». Вероятнее всего, Холл спускал Хансена, и в это время лямкой рюкзака случайно нажимал тангенту радиостанции. В 5:00 утра Холл вновь вышел на связь и сообщил, что «Даг ушёл» (англ. Doug is gone), а также спросил: «Что, никто не придёт мне на помощь?» В это время Холл находился чуть ниже Южной вершины в небольшой, частично защищающей от ветра нише. Холл спросил также: «Где Гарольд?» (Энди Харрис), на что Вистурс (не знавший, где Харрис) ему ответил: «Энди внизу вместе с нами». К 9:00 утра Роб Холл, несмотря на призывы друзей начать спуск, по-прежнему оставался без движения.

### Спасение выживших (10—12 мая)
По прошествии полутора часов после возвращения в лагерь на Южном седле гид «Горного безумия» Анатолий Букреев, поскольку никто из его клиентов, у которых к этому времени уже должен был закончиться кислород, так и не спустился в лагерь, вновь вышел наверх — он нёс с собой запасные кислородные баллоны и горячий чай. Ввиду резко ухудшившейся погоды на фоне сгущающихся сумерек его первый выход оказался безрезультатным — Букрееву едва удалось самому спуститься к палаткам Лагеря IV. Первый спустившийся в лагерь клиент Букреева Мартин Адамс «не мог ничего толком объяснить» — он был изможден и не знал о положении спускавшихся следом за ним. Ситуация на горе частично прояснилась после спуска в лагерь группы Бейдлмана — Грума, а также Лопсанга, который сообщил о положении Фишера. Оказав первую помощь клиентам, около половины второго ночи (по собственной оценке) Букреев вышел на поиски остальных, но и эта попытка закончилась неудачей. В следующий, третий по счёту выход (уже после 2:00 часов ночи) Анатолий нашёл полностью обессилевших Тима Мадсена, Сэнди Питтман, Шарлотту Фокс и японку Ясуко Намбу. По его словам: «все были обморожены; Шарлотта не могла даже говорить, а Тим еле двигался». Оставив Мадсену один на всех кислородный баллон и напоив заплутавших чаем, в первую очередь Анатолий дотащил до лагеря Шарлотту Фокс, а в свой четвёртый и последний выход — Сэнди Питтман и Тима Мадсена. Сил на эвакуацию без посторонней помощи, которую не были в состоянии оказать находившиеся в палатках Лагеря IV шерпы и другие участники, к тому времени находившейся без сознания Ясуко Намбы, равно как и оказать помощь Скотту Фишеру, у него уже не было. Как писал позже Букреев: «Я выполнял гидовский долг, спасая свою группу… <> За спасение клиентов я заплатил всем резервом своих сил, и их не хватило, чтобы заплатить за жизнь Скотта этой великой Горе достойную плату».

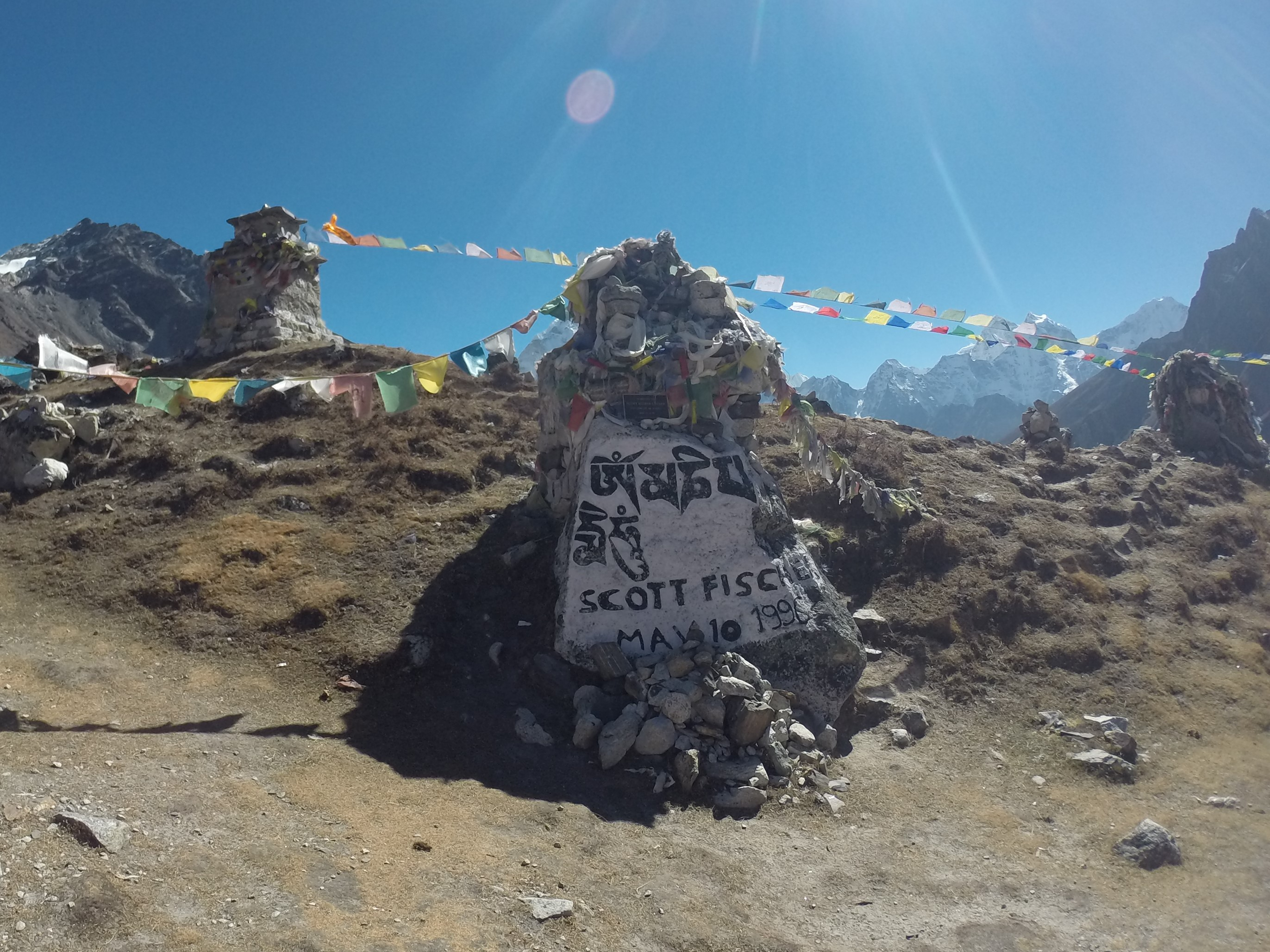
Мемориал Скотту Фишеру на пути в базовый лагерь Эвереста

Утром 11 мая, когда ураган стих, двое шерпов из экспедиции Фишера Таши Цхеринг и Нгаванг, а также двое шерпов Холла вышли вверх в надежде спасти своих лидеров. Они нашли Скотта Фишера ещё живым там же, где его оставил Лопсанг, но тот находился без сознания. Попытки привести его в чувство ни к чему не привели. На него надели маску с подключённым кислородом и оставили на месте. Макалу Го, которого также нашли шерпы и который «ожил» после горячего питья и кислорода, Цхеринг и Нгаванг спустили вниз. Анг Дордже и Лхакпа Чхири из-за ураганного ветра не смогли подняться до Холла, который днём 11 мая был ещё жив. В 18:20 с ним в последний раз связался Гай Коттер, у которого на связи по спутниковому телефону была жена Холла Джен Арнольд. После непродолжительного разговора с супругой Холл произнёс свои последние слова: «Я люблю тебя. Спи спокойно, моя дорогая. Пожалуйста, не переживай слишком сильно».
Тем же утром доктор Стюарт Хатчисон в сопровождении нескольких шерпов нашёл Ясуко Намбу и Бека Уэзерса на Южном седле. Несмотря на то, что они были живы, он диагностировал у обоих состояние комы. Альпинисты были оставлены там же, где их нашли, супруге Уэзерса сообщили, что её муж погиб.
Находившиеся в ночь катастрофы в Лагере III Питер Этанс и Тодд Бурлесон из экспедиции «Альпийских восхождений» (англ. Alpine Ascents International) утром 11 мая, вопреки собственным планам, немедленно вышли в Лагерь IV для оказания помощи выжившим. Эд Вистурс разрешил им и пострадавшим участникам воспользоваться запасами кислорода и другими припасами (батареями, топливом и пр.) IMAX-экспедиции, предварительно доставленными в лагерь на Южном седле. Сами же они стали срочно подниматься в высотный лагерь III (Дэвид Бришерс, Роберт Шауэр, Арасели Сегарра, Вейкка Густафссон и Эд Вистурс).
Днём 11 мая Букреев вышел наверх к Скотту Фишеру в последней надежде оказать ему помощь. С его слов, не пройдя и двухсот метров, он увидел спускающегося человека с перекошенным от боли почерневшим лицом и отмороженными руками. Это был воскресший из мёртвых Бек Уэзерс. Передав его на попечение поднявшимся к тому времени Этансу и Бурлесону, в 19:00 Букреев нашёл Фишера, но был вынужден лишь констатировать его смерть.
Ожившего Уэзерса уложили в палатку, включили ему на максимум подачу кислорода, укутали в два спальных мешка, внутрь которых положили бутылки с горячей водой. По словам доктора Хатчисона, который осмотрел его, никто не думал, что он переживёт ещё одну ночь: «Его пульс едва прощупывался, это был пульс умирающего. Он был критически болен. И даже если бы он дожил до утра, я не мог себе представить, как мы будем спускать его вниз». Тем не менее Бек выжил, и утром 12 мая после инъекции дексаметазона Этанс и Бурлесон начали его спускать вниз. Выше Лагеря III к ним присоединились Вистурс и Шауэр. В тот же день Уэзерс, как и Макалу Го, который чувствовал себя лучше, были спущены во второй лагерь, а утром 13-го, немного не доходя Лагеря I, прямо с ледника были эвакуированы в больницу Катманду военным вертолётом, вылет которого сумел организовать Гай Коттер из «Консультантов по приключениям».
Все клиенты «Горного безумия» под руководством Нила Бейдлмана и при помощи шерпов начали спуск в нижние лагеря утром 11 мая. По словам Бришерса, который с товарищами по экспедиции экстренно поднялся в Лагерь III, выглядели они по достижении третьего лагеря как «на финише марша смерти». После того, как альпинисты IMAX горячим питьём привели их в чувство, те благополучно продолжили спуск и дошли до нижних лагерей. Последним, снимая по пути высотные лагеря, 13 мая спустился в базовый лагерь «Горного безумия» А. Букреев.
Выжившие участники «Консультантов по приключениям» начали спуск вниз утром 12 мая и в тот же день благополучно дошли до безопасного Лагеря II.

#### Судьба Энди Харриса
В череде событий вечера — ночи 10—11 мая никто не обратил внимание на отсутствие гида «Консультантов по приключениям» Энди Харриса. То, что его нет в Лагере IV, было выяснено лишь утром 11 числа. Поиски его или его тела на Южном седле результатов не дали. По словам Майка Грума, он последний раз видел Энди накануне, около 18:00, в 100 метрах по высоте над седлом, «…прежде чем он забрал правее к стене Лхоцзе». Харрис пропал без вести.
23 мая участники IMAX-экспедиции поднялись на вершину Эвереста. Эд Вистурс, первым после трагических событий 10 мая добравшийся до тела Роба Холла, отметил, что «… вокруг него были сложены баллоны с кислородом, как будто он пытался сделать хоть какое-то укрытие от ветра. Как ни странно, рядом с Робом в снег были воткнуты три или четыре ледоруба. Я сфотографировал их, и позже мы выяснили, что один из них принадлежал Энди Харрису. Что с ним случилось, остаётся такой же загадкой, как и то, что случилось с Дагом Хансеном. Ни одно из тел найдено не было. Возможно, они оба сорвались с гребня… Но тогда как там оказались ледорубы? Ледоруб это то, что ты никогда не выпустишь из рук».
Наиболее популярную версию гибели Харриса, якобы пытавшегося прийти на помощь своему лидеру, озвучил Джон Кракауэр в своей статье и книге (при этом он же акцентирует внимание на невменяемости Харриса из-за гипоксии почти 12 часами ранее). Тем не менее ни подтвердить, ни опровергнуть эту версию не представляется возможным. По мнению специалиста по безопасности и корпоративной культуре Кэти Ван Дик, именно то, что во время радиосеансов ранее Харрис утверждал, что у Южной вершины нет полных баллонов с кислородом, отчасти способствовало последующему решению Холла не пытаться спускаться ниже.

## Участники восхождения с севера

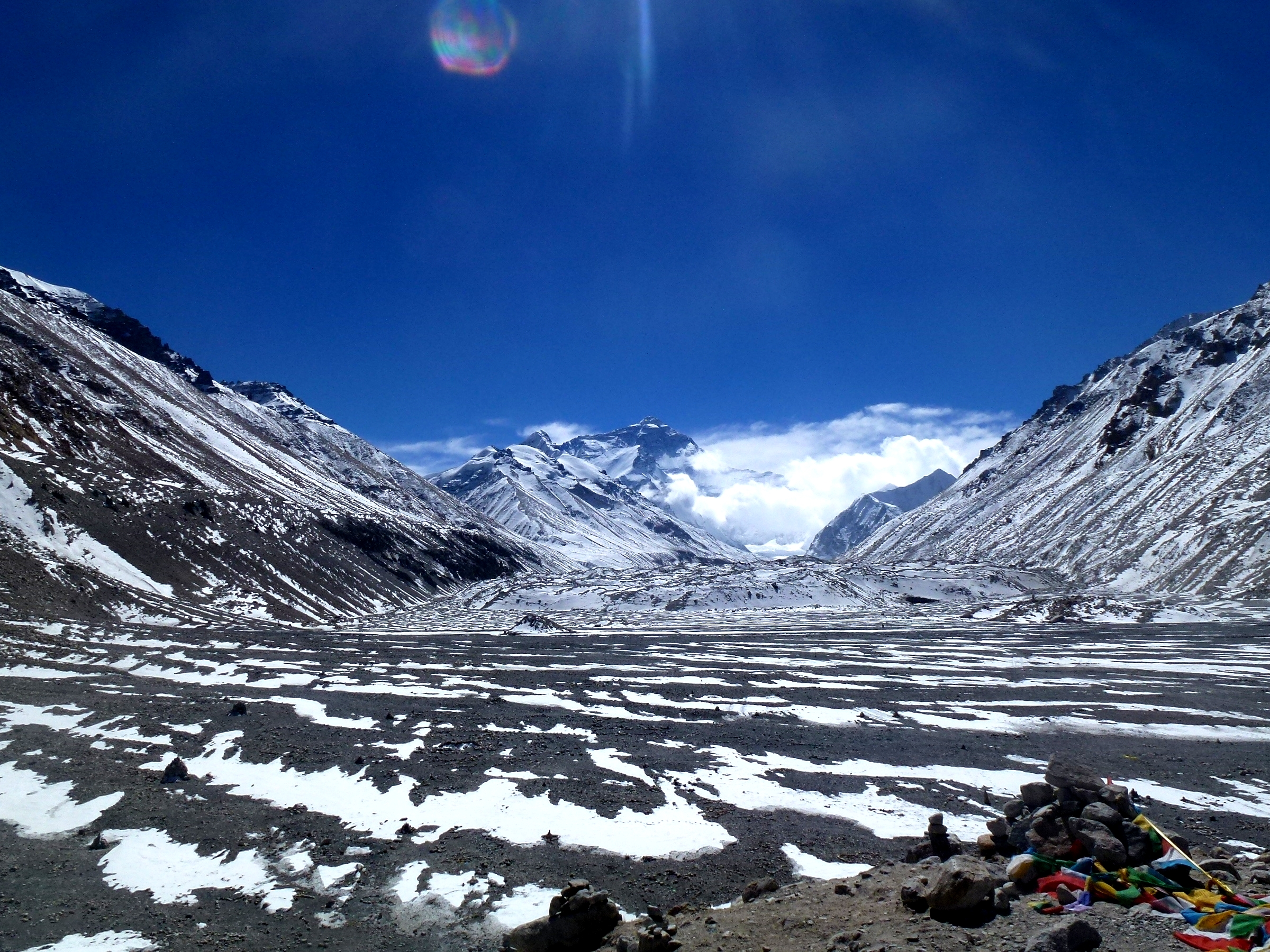
Вид из базового лагеря на ледник Ронгбук

Параллельно с экспедициями на южной стороне Эвереста с его северной стороны весной 1996 года работали 14 экспедиций, в том числе красноярцы («Эверест-96», рук. С. Баякин), британские экспедиции Саймона Лоу (Simon Lowe) и Стива Белла, норвежская экспедиция Юна Гангдала, японские Кудзи Ямадзаки (Kuji Yamazaki) и Кацутоси Икэсэ (Katsutoshi Ikese), а также Национальная индийская экспедиция (Indian ITBP expedition), организованная Индо-Тибетской пограничной службой (рук. Мохиндер Сингх, Mohinder Singh) — у индийцев уже был опыт восхождений на вершину мира, но по северному маршруту они поднимались впервые.

### Экспедиция Индо-Тибетской пограничной службы
В состав экспедиции входили 24 индийских альпиниста, один альпинист из Монголии, а также 15 высотных носильщиков. 5 апреля индийцы прибыли в базовый лагерь. 18 апреля вместе с норвежцами и немцами индийцами на Северном седле был установлен первый высотный лагерь (относительно передового на 6400 м, он же Лагерь IV). К 30 апреля был провешен маршрут и разбит лагерь V на 7800 м, а 3 мая шерпами организован штурмовой Лагерь VI на 8320 м, после чего индийцы спустились в ABC на отдых. Там же было решено, что на восхождение отправятся три штурмовые группы: первая — Цеванг Сманла (Tsewang Smanla), Дордже Моруп (Dorje Morup), Цеванг Палджор (Tsewang Paljor), Джодх Сингх (Jodh Singh), Вангчук (Wangchuk) и Лобсанг (Lobsang), её руководитель Харбхаджан Сингх (Harbhajan Singh), вторая под руководством Према Сингха (Prem Singh) и третья под началом П. Даса. 8 мая первая группа поднялась в Лагерь V (7800 м), а 9 мая в Лагерь VI — на пути к штурмовому лагерю Лобсанг из-за опасности получения обморожений отказался от дальнейшего восхождения и повернул вниз. Вторая штурмовая группа 9 мая вышла вверх на Северное седло.

#### Хронология событий 10—11 мая

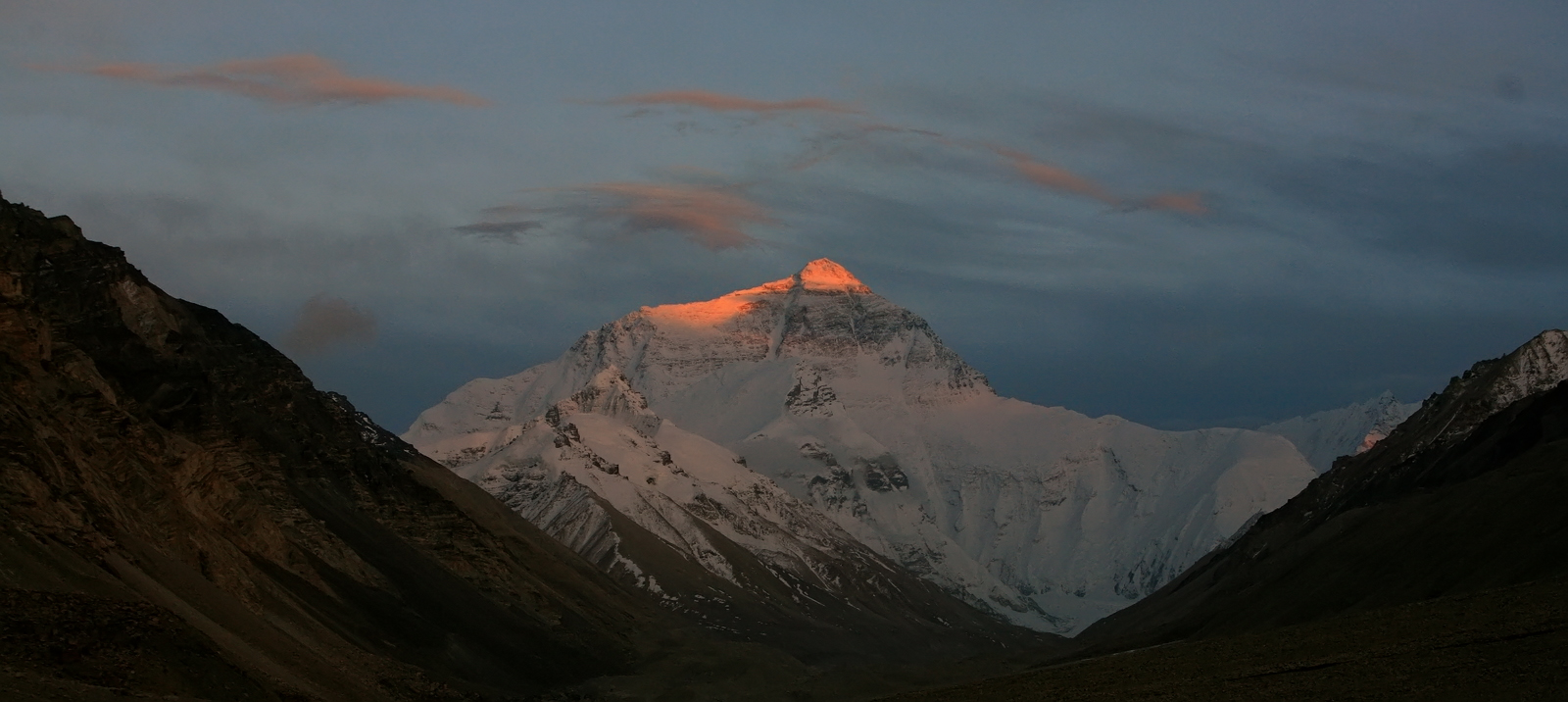
Эверест с севера

##### 10 мая
Утром 10 мая первая группа индийской экспедиции по причинам объективного и субъективного характера вышла на восхождение только в 8 часов утра, а не в 3:30, как планировалось ранее. Учитывая столь поздний выход, команда решила для экономии времени подниматься по перилам, провешенным предыдущими экспедициями, однако, поднявшись почти до 8500 м, Палджору всё равно пришлось вернуться в Лагерь VI за страховочными верёвками и поднять их наверх. У Первой ступени Вангчук и Джодх Сингх повернули вниз. События (время), происшедшие после этого, в изложении различных источников несколько расходятся. Так, по словам Мохиндера Сингха, он отдал приказ не позднее 15:00 всем возвращаться назад. Харбхаджан Сингх, как руководитель группы, отстававший от передовой тройки, с его слов, сигнализировал об этом ушедшим вперёд товарищам, но его жестов или не видели, или не поняли. Так или иначе, Харбхаджан повернул вниз (в отчёте Даса, заместителя Мохиндера Сингха, Харбхаджан страдал от обморожения ног, но о необходимости возвращения вниз в нём не сообщается). В 15:50, когда тройка Сманла — Моруп — Палджор подошла ко второй ступени, опытный Сманла (Эверест (1984), Канченджанга (1991)) по рации сообщил, что они идут к вершине, на что М. Сингх радировал: «Послушай меня. Спускайтесь вниз. Солнце заходит».

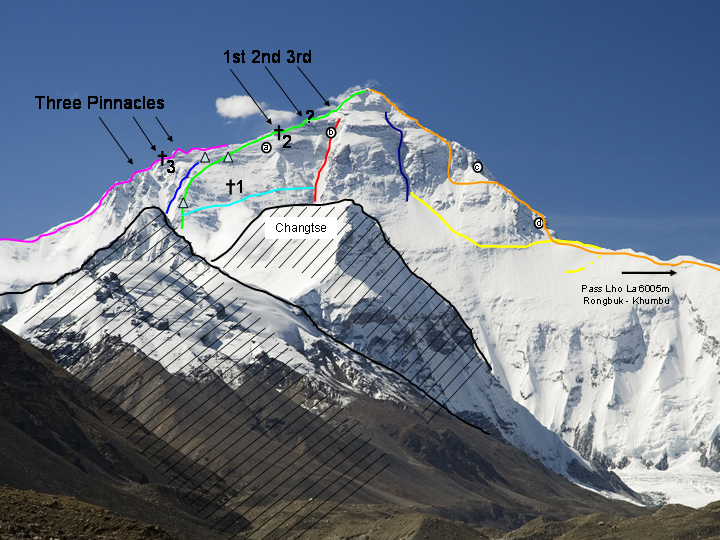
Три ступени

В 18:30 (17:35) альпинисты по рации сообщили, что взошли на вершину. По свидетельству Мэтта Дикинсона, участника британской экспедиции Саймона Лоу, «… около 18:00, когда шторм достиг наибольшей силы, послышались крики, пронзившие вой ветра. Я высунулся из палатки и увидел, что несколько индийцев ходят кругами вокруг своей палатки. Сначала я подумал, что они кричат, чтобы предупредить об опасности, возможно, они получили какие-то новости по радио о лавине или другом бедствии, или они шумят, чтобы кто-то мог найти лагерь. Затем я понял, что это были крики радости. — Они на вершине! — скандировал один из участников команды, — они сделали это! Три альпиниста!» В 19:30 их, точнее, свет их налобных фонарей, в последний раз наблюдали на спуске ко Второй ступени, и до второй половины следующего дня судьба группы была неизвестна, только после утренней радиосвязи в 6:00 с Лагерем VI было выяснено, что никто не спустился вниз. Прем Сингх, находившийся в лагере на Северном седле, передал, что наблюдал в это время выше Второй ступени альпиниста, пытающегося спуститься вниз. По словам Дикинсона, уже накануне вечером было понятно, что «… у индийцев, измождённых подъёмом, было мало шансов найти путь назад по отвесной северной стороне при почти полном отсутствии видимости. Даже при поддержке лагеря 6 их шансы на спасение на северо-восточном гребне были призрачными».

##### 11 мая
Рано утром, несмотря на ещё бушевавший, но начавший стихать ураган, в попытке оказать помощь своим товарищам вверх вышли спустившиеся накануне индийцы, но, не дойдя даже до Первой ступени, они повернули вниз. В то же утро в Лагерь V вышла на помощь с Северного седла группа Према Сингха.
Помимо индийцев вверх на штурм вершины из Лагеря VI вышла группа из двух японских альпинистов — Хироси Ханады (Hiroshi Hanada) и Эйсукэ Сигэкавы (Eisuke Shigekawa) из экспедиции Кацутоси Икэсэ (Fukuoka Mountain Club), а также троих, сопровождавших их, опытных высотных шерпов: Анга Гьялзена (Ang Gyalzen), Пасанга Ками (Pasang Kami) и Пасанга Цхеринга (Pasang Tshering Sherpa). «Японская» команда, несмотря на сильный ветер, успешно взошла на Третий полюс и смогла благополучно спуститься назад (для Пасанга Ками и Пасанга Цхеринга это было уже третье восхождение на Эверест).
По просьбе М. Сингха, поддерживающий связь с группой восхождения руководитель японской экспедиции сообщил ему, что во время подъёма чуть ниже Северо-восточного гребня его группа встретила двоих спускавшихся альпинистов, между Первой и Второй ступенями они встретили ещё одного и помогли ему с перестёжкой на перилах. Выше Второй ступени японцы обнаружили ещё двоих, один из которых, возможно, был уже мёртв (Цеванга Сманла [согласно отчёту Даса, японцы нашли только Сманла]). По возвращении с вершины «японцы» отметили, что выше Второй ступени находилось тело уже одного человека. Несколько ниже Первой ступени они встретили продолжавшего спуск неизвестного им альпиниста.

### Индо-японская полемика
13 мая неожиданно для японцев, которые поддерживали с индийской экспедицией в базовом лагере хорошие рабочие отношения, Индо-Тибетская пограничная служба выступила с официальным заявлением, в котором говорилось, что «вызывает недоумение, что японская группа, которая заверила лидера индийской экспедиции в том, что попытается оказать помощь [индийским альпинистам], не отказалась от своей попытки подняться на вершину и не оказала помощь Палджору и Ц. Сманла, у которых были все шансы выжить». В заявлении также утверждалось, что Палджор и Сманла могли быть спасены, если бы японцы им дали кислород, а также, со слов Мохиндера Сингха, что «накануне все зарубежные команды, находившиеся в передовом базовом лагере, выразили недовольство тем, что японцы не спасли индийских альпинистов». 15 мая с обвинением в адрес японской группы в том, что она прошла мимо умирающих индийцев на пути к вершине и что те погибли в отсутствие обещанной им помощи, выступил официальный представитель Индийской федерации альпинизма (IMF) капитан М. С. Кохли (в 1965 году руководитель первой успешной индийской экспедиции на Эверест). «Масло в огонь» подлила также статья Ричарда Купера в Financial Times, опубликованная 18 мая и вызвавшая бурю протеста по всему миру. В статье автор поддержал точку зрения индийцев, а кроме того, в ней было озвучено интервью, взятое у японских альпинистов, в котором те, отвечая на вопрос, почему они не оказали помощь погибающим индийцам, жёстко заявили, что «мы сами совершали восхождение, своими собственными силами, на большую гору. Мы слишком устали, чтобы оказывать помощь. Высота свыше 8000 метров не место, где можно придерживаться морали».
Со своей стороны, «<эти> беспочвенные обвинения» японцы парировали тем, что им изначально не было известно о терпящих бедствие индийских альпинистах и что до вечера 11 мая они не имели никаких контактов с лидером индийской экспедиции, что обвинение было полностью выстроено на односторонней информации. На пресс-конференции в Японии об этом было заявлено официально. Помимо этого, не отрицая того, что они встретились с несколькими альпинистами на пути к вершине, Ханада заявил, что «мы не видели никого, кто выглядел попавшим в беду или находился при смерти». В докладе японцы также подчеркнули, что выше 8000 метров на уровне «здравого смысла» очевидно то, что каждый альпинист должен нести ответственность за свои действия, «даже находясь на краю смерти».
Несколько позже Кохли отозвал своё заявление, а на пресс-конференции, прошедшей спустя месяц после возвращения индийцев на родину, в Дели руководитель ITBP официально подтвердил, что «японская команда не несёт ответственности за трагедию. К сожалению, трое участников попали в бурю. Мы никого не обвиняем в трагедии. …плохая погода лишила жизни наших солдат». Он также отметил, что была проблема во взаимопонимании между участниками индийской штурмовой группы и базовым лагерем. В свою очередь Хироси Ханада и Эйсукэ Сигэкава отказались от своих слов в статье Купера, объясняя это трудностями перевода с их плохого английского.
Индо-японская полемика вышла далеко за пределы этих двух команд и вызвала массовое обсуждение вопроса этики на запредельных высотах, которое ничем так и не закончилось и не пришло к каким-то единым знаменателям.
Ситуативно, касаясь конкретного случая, Алан Хинкс, непосредственный свидетель событий 1996 года, говорил, что «все эти разговоры вокруг спасения — чушь. Спасти индийцев с того места, где они находились, невозможно независимо от того, сколько бы человек ни пыталось это сделать». По свидетельству Дикинсона, «видя своими глазами место, где находился труп нижнего индийца, могу утверждать, что <он находился>, по крайней мере, на 300 вертикальных метров выше лагеря 6 и, возможно, в 500 метрах реального хода. От лагеря 6 до места, где находилось тело индийца, мы шли четыре с половиной часа. <> … я не верю, что была реальная возможность спасти альпиниста… По моему мнению, любой альпинист, встретивший индийцев в том месте и в том состоянии, в котором они были на горе, немедленно пришёл бы к заключению, как это сделали японцы, что спасение невозможно».

## Последующие события
17 мая вторая группа Индийской экспедиции успешно поднялась на вершину. В 20 метрах выше Второй ступени индийцы нашли и опознали тело Сманла, а на спуске к Лагерю VI под «укрытием» камня практически на линии спуска тело Морупа, позже получившее название «Зелёные ботинки». Оно до сих пор покоится на классическом маршруте с севера и стало одним из его ориентиров. Тело Палджора индийцы не нашли, хотя существует мнение, что «Зелёные ботинки» это и есть пропавший без вести Цеванг Палджор.
23 мая группа Дэвида Бришерса поднялась на Эверест и завершила съёмку материалов для своего фильма, который был выпущен в 1998 году и стал самым кассовым из снятых в формате IMAX. Всего по статистике в 1996 году на вершину поднялись 98 альпинистов, погибло 15 человек.
Бек Уэзерс прошёл длительный курс лечения. Ему ампутировали нос, правую руку и все пальцы левой руки. Только в 1997 году он перенёс 10 операций. Из мышц спины ему реконструировали большой палец на левой руке, а пластические хирурги восстановили нос. Он смог вернуться к работе, но уже как преподаватель. Годы реабилитации, по его словам, «были самыми интересными, стимулирующими и позитивными в моём существовании. Эверест во многих, многих отношениях был одним из лучших событий, которые произошли со мной». Однако в своей книге при этом он отметил, что «если у тебя нет никого, кто бы о тебе позаботился, друзей или коллег, и ты готов снарядить револьвер одной пулей, сунуть себе его в рот и нажать на курок, то подняться на Эверест это отличная идея».
Тайваньский альпинист Макалу Го провёл в больницах 10 месяцев. У него ампутировали нос и пальцы на руках и ногах. По его словам, всё неплохо: «…я могу писать, самостоятельно питаться и даже пользоваться палочками…».
26 апреля 1997 года в качестве руководителя первой индонезийской экспедиции на Эверест Анатолий Букреев в четвёртый раз поднялся на эту вершину. На спуске он и Евгений Виноградский обложили тело Скотта Фишера камнями, сделав своеобразную могилу. Американский флаг с надписями прощания от родственников, которым ранее предполагалось накрыть тело Фишера, Букреев водрузил на вершине мира, поскольку не был уверен в том, что на спуске будут время и силы осуществить этот ритуал. 28 апреля Букреев нашёл и обложил камнями тело Ясуко Намбы, а также забрал несколько её личных вещей, которые позже передал её мужу.
В том же 1997 году Американский альпийский клуб за спасение людей с риском для собственной жизни наградил Букреева, Питера Этанса и Тодда Бурлесона своей высшей наградой — медалью Дэвида Соулса.
Многие из непосредственных участников-свидетелей этого драматического восхождения опубликовали книги, в которых изложили собственное видение причин и обстоятельств, приведших к катастрофе, наиболее известными из которых стали бестселлер «В разрежённом воздухе» (1997) Джона Кракауэра и «Восхождение» (1997) Анатолия Букреева. В 2000 году были опубликованы воспоминания Бека Уэзерса «Left For Dead: My Journey Home from Everest» (рус. Брошенный умирать) и Лин Гаммельгард «Climbing High: A Woman’s Account of Surviving the Everest Tragedy» (рус. Восхождение в поднебесье), в 2011-м книга Грэма Рэтклиффа «A Day to Die For: 1996: Everest’s Worst Disaster» (рус. За день до смерти), а в 2014 году — воспоминания Лу Касишке «After the Wind: 1996 Everest Tragedy, One Survivor’s Story» (рус. После того, как стих ветер [досл. После ветра]). Частично тема майской трагедии была затронута также в книге Мэтта Дикинсона «Другая сторона Эвереста» (англ. The Other Side of Everest: Climbing the North Face Through the Killer Storm) (2000).

## Анализ
По словам Дуайта Гарнера, журналиста Salon, почти сразу после трагедии в бесчисленных газетных и журнальных статьях началось подлинное безумие: «Десятки журналистов, учёных мужей и альпинистов старой школы выражали сожаление по поводу коммерциализации Эвереста, другие задавались вопросом, что вообще неквалифицированные альпинисты делали на горе». По мнению многих комментаторов, основной причиной трагедии стала гордыня — неспособность здраво оценить собственные возможности относительно конечной цели.
Первая попытка наиболее полного описания событий на Эвересте в мае 1996 года была предпринята Джоном Кракауэром. Спустя три месяца после трагедии в сентябрьском номере журнала Outside вышла его статья «В разрежённом воздухе» (англ. Into Thin Air), а год спустя одноимённый бестселлер. Несмотря на его огромную популярность, описание ряда событий в книге, а также действий некоторых из участников восхождения, в частности Анатолия Букреева, подверглось критике со стороны профессионального альпинистского сообщества, вплоть до обвинений в том, что Кракауэр не просто искренне ошибался, а делал это преднамеренно в поисках виновных. В том же 1997 году вышла совместная работа А. Букреева и Вестона Де Уолта «Восхождение», в которой гид Скотта Фишера изложил собственное видение событий апреля — мая 1996 года. Как и книга Кракауэра, и она не осталась без нелестных оценок, но значительно дополнила картину происшедшего на горе.
В обеих книгах авторы не пытались сделать выводы о причинах случившегося, а лишь акцентировали внимание на факторах, по их мнению, сопутствовавших катастрофе. Так, Кракауэр, по оценке журналиста Base Camp Magazine Касса Леджера (Cass Leger), выделил четыре из них. К первым двум он отнёс множество одновременно работавших на горе экспедиций (следствие изменения правил проведения экспедиций в высокогорье — «одна экспедиция — один маршрут») и коммерциализацию Эвереста, ставшую предметом конкуренции между руководителями экспедиций в стремлении довести клиентов до вершины (в числе клиентов «Консультантов» и «Безумия» были представители авторитетных СМИ Кракауэр и Питтман, чьи возможности потенциально могли повлиять на рекламу компаний). Третьим и решающим фактором, способствовавшим трагедии, стало, по мнению автора, решение Роба Холла и Скотта Фишера вместе попытаться достичь вершины. Провешивание маршрута в наиболее сложных его местах лидеры поручили своим сирдарам, однако эти договорённости соблюдены не были, что привело к существенным временным задержкам на восхождении. Это, как следствие, привело к тому, что обозначенное ранее время возврата (четвёртый фактор) было проигнорировано некоторыми альпинистами.
Анатолий Букреев, в свою очередь, отмечал, что многие его подопечные не обладали достаточной самостоятельностью, столь необходимой на высотах выше 7000 метров: «Консерватизм в правилах восхождений гидов с начинающими альпинистами на низкие несложные горы оказался перенесён <> на Эверест. <> Интуитивно я чувствовал незначительный запас прочности в непредвиденных обстоятельствах». Кроме того, он обратил внимание на недостаток взаимопонимания касаемо должного отношения к высотной акклиматизации — «фокус внимания у всех был смещён лишь на понимание акклиматизации как на набор высоты… конечным результатом чего будет достижение вершины». Постфактум Букреев писал, что ещё одной серьёзной ошибкой стала оценка погоды со стороны гидов — по его словам, Холл всегда прислушивался к мнению Эда Вистурса, который 9 мая повернул назад, но в этот раз новозеландец принял самостоятельное решение, а Фишер, ориентировавшийся на мнение более опытного коллеги, его принял. Ещё одним из слагаемых трагедии Букреев отметил отсутствие у гидов права принятия решений — отправлять вниз клиентов, заплативших за восхождение большие деньги, «когда мы почти достигли цели», мог только Скотт.
Алан Хинкс, первый британский восходитель на все восьмитысячники планеты, ключевой причиной трагедии назвал время — не позднее 13:00 все альпинисты были обязаны повернуть вниз. Вне зависимости от опыта и физического состояния, погоды и т. п. с наступлением тёмного времени степень риска для альпинистов значительно возрастает: температура опускается на десятки градусов, а «во время бури и ветра может легко опуститься до −60 С°». Помимо этого, потенциальная опасность возрастает за счёт «усталости и невнимательности», а когда заканчивается кислород, рассчитанный на 16-17 часов, то увеличивается опасность гипотермии, обморожений и характерных для запредельных высот отёков лёгких и мозга.
Поскольку официально расследование трагедии не проводилось, в разное время попытку провести системный анализ способствовавших ей факторов, но уже с точки зрения психологии и теории управления, предприняли такие специалисты, как Майкл Роберто (англ. Michael A. Roberto), профессор (Trustee Professor) школы менеджмента Университета Брайанта (Смитфилд), в 2002 году опубликовавший первую из статей подобной тематики «Уроки Эвереста» (англ. Lessons from Everest: The Interaction of Cognitive Bias, Psychological Safety and System Complexity), доктор Кристофер Кайз (англ. Christopher Kayes) — профессор Школы бизнеса Кейсовского университета Западного резервного района (Кливленд) («Катастрофа 1996 года на Эвересте» [англ. The 1996 Mount Everest climbing disaster: The breakdown of learning in teams], 2004)), Джени Бернетт (англ. Jeni L. Burnette) — адъюнкт-профессор психологии университета штата Северная Каролина («Лидерство в экстремальных ситуациях» [англ. Leadership in Extreme Context: A Groupthink Analysis of the May 1996 Mount Everest disaster], 2011), Кэти Ван Дик (англ. Cathy Van Dyck) — Амстердамский свободный университет («Трагическая экспедиция на Эверест в 1996 году» [англ. The tragic 1996 Everest expedition: A tale of error culture], 2014), а также ряд других.
Во всех статьях анализировались аспекты управления командами «Консультантов…» и «Горного безумия» их лидерами. Независимо друг от друга все авторы исследований пришли к схожим выводам, что трагедии, вероятно, можно было избежать, если бы не цепь сугубо управленческих ошибок Холла и Фишера, ни одна из которых не была критической, но именно их совокупность привела к катастрофе. Так, Мюррей Ньюлендс, бизнес-консультант, выделил следующие основные из них на основе статьи М. Роберто:
- Отсутствие самостоятельности. Изначально все участники были осведомлены о потенциальной опасности восхождения, поэтому лидеры были обязаны на этапе подготовки команд прививать определённую самостоятельность своим подопечным в принятии решений, поощряя действия правильные и акцентируя внимание на действиях, идущих во вред себе и команде в целом. В данном случае альпинисты, за редким исключением, целиком положились на лидеров, ни один из клиентов, достигших вершины, не повернул вниз ранее обозначенного руководителями времени 13:00 — 14:00. Ван Дик отмечает, что имела место также изначальная неготовность групп Холла и Фишера к потенциальным сложностям и тем более к ликвидации их последствий. Самостоятельность подавлялась, не было доверия к решениям гидов. Свидетельством этого является запрет Холла «вырываться» вперёд, его непоследовательность в принятии решений — ранее, восторгаясь решением Кроппа спуститься вниз в считанных метрах от вершины, он сам же не установил время возврата и, более того, сам же настоял на продолжении Хансеном подъёма. Причина его иррациональных действий остаётся непонятной[139]. Ещё одним характерным свидетельством слепого доверия к лидерам Кайз называет решение Уэзерса дожидаться Холла, при том, что у него как минимум дважды была возможность безопасно спуститься вниз[133].
- Невозвратные затраты/иррациональное усиление — иррациональное поведение людей, вложивших в какое-либо начинание деньги/усилия/время, даже если вложения не оправдываются. Роберто отметил, что каждый из участников экспедиций Холла-Фишера вложил в Эверест всё это, наглядно проиллюстрировав словами погибшего Дага Хансена: «Я отдал слишком много этой горе, чтобы уйти, ничего не получив взамен». Холл и Фишер знали, насколько трудно будет каждому развернуться «… после всех предпринятых усилий». Де-факто из 23 альпинистов, поднявшихся на вершину, никто не сделал этого до 13:00, и только шестеро из них начали спуск до 14:00.
- Излишнюю самоуверенность — черту, свойственную многим успешным и состоявшимся как лидерам людям, независимо от рода деятельности. Применительно к данному случаю Роберто отмечает, что Роб Холл четырежды поднимался на вершину Эвереста и привёл на неё 39 человек, что не могло не привести его к мнению, что он просто не может потерпеть неудачу. Холл, как писал Кракауэр, высказывался на предмет возможных проблем на Эвересте в других группах, но совершенно не считал, что потенциальная катастрофа грозит его собственной команде.
- Эффект края — критическую ошибку Холла (равно как и Фишера) в отношении прогноза погоды в день восхождения. Оба руководителя, полагаясь на статистику успешных для них предыдущих сезонов, не приняли во внимание тот факт, что стабильная хорошая погода тогда была исключением, нежели правилом, и в идеале они были обязаны учесть этот фактор при принятии своих решений.

Общий вывод из работы Роберто, по мнению Ньюлендса, состоит в том, что эффективность лидера зависит от способности предвидеть небольшие проблемы прежде, чем они вызовут неконтролируемые последствия. Умение выявить уязвимости может не только сделать лидера лучше, но и выявить других, в связи с чем Холлу и Фишеру было по силам предотвратить случившуюся катастрофу. Вторя Роберто, Ван Дик отмечала, что самое правильное решение Букреева относительно его спуска вниз — свидетельство его мастерства — было подвергнуто жёсткой критике. Годом позже в качестве лидера некоммерческой экспедиции он привил своим подопечным культуру самостоятельности, а не послушания, позиционировал себя как тренер, а не как авторитарный руководитель. Он подчёркивал, что готов быть проводником, дать совет, быть членом спасательной команды, но при всём этом его «клиентам» придётся взять на себя некоторую ответственность за собственное высокомерие и амбиции. Сам Кракауэр, который акцентировал в своих статье и книге внимание на решении Букреева относительно спуска вниз как на одной из возможных причин случившегося, позднее писал: «В этом году [1997] Анатолий дал ясно понять индонезийцам, что его роль в их экспедиции не сведётся к роли гида в привычном смысле этого слова, а только тренера и руководителя, что более соответствует его личности и его философии высотных восхождений. И я должен признать, что под руководством Анатолия индонезийцы достигли вершины и все участники вернулись с горы».
При всём этом, по словам профессора Вустерского политехнического института Майкла Элмеса (англ. Michael Elmes), «нельзя точно сказать, что на самом деле происходит в экстремальной ситуации между амбициозными командами на 8000 м <>, находящимися в состоянии гипоксии, обезвоживания и истощения… Я не думаю, что такие события, как катастрофа 1996 года, могут быть проанализированы или прогнозируемы, а также сомневаюсь в возможности предотвратить их в будущем».

## Жертвы трагедии
| Имя            | Гражданство    | Экспедиция               | Место смерти             | Причина смерти                             |
| -------------- | -------------- | ------------------------ | ------------------------ | ------------------------------------------ |
| Роб Холл       | Новая Зеландия | Adventure Consultants    | Юго-восточный гребень    | Внешние воздействия (гипоксия, гипотермия) |
| Энди Харрис    | Новая Зеландия | Adventure Consultants    | Юго-восточный гребень    | Неизвестна; предположительно срыв          |
| Даг Хансен     | США            | Adventure Consultants    | Юго-восточный гребень    | Неизвестна; предположительно срыв          |
| Ясуко Намба    | Япония         | Adventure Consultants    | Южное седло              | Внешние воздействия (гипоксия, гипотермия) |
| Скотт Фишер    | США            | Mountain Madness         | Юго-восточный гребень    | Внешние воздействия (гипоксия, гипотермия) |
| Цеванг Сманла  | Индия          | Indo-Tibet Border Police | Северо-восточный гребень | Внешние воздействия (гипоксия, гипотермия) |
| Дорчже Моруп   | Индия          | Indo-Tibet Border Police | Северо-восточный гребень | Внешние воздействия (гипоксия, гипотермия) |
| Цеванг Палджор | Индия          | Indo-Tibet Border Police | Северо-восточный гребень | Внешние воздействия (гипоксия, гипотермия) |

## В культуре

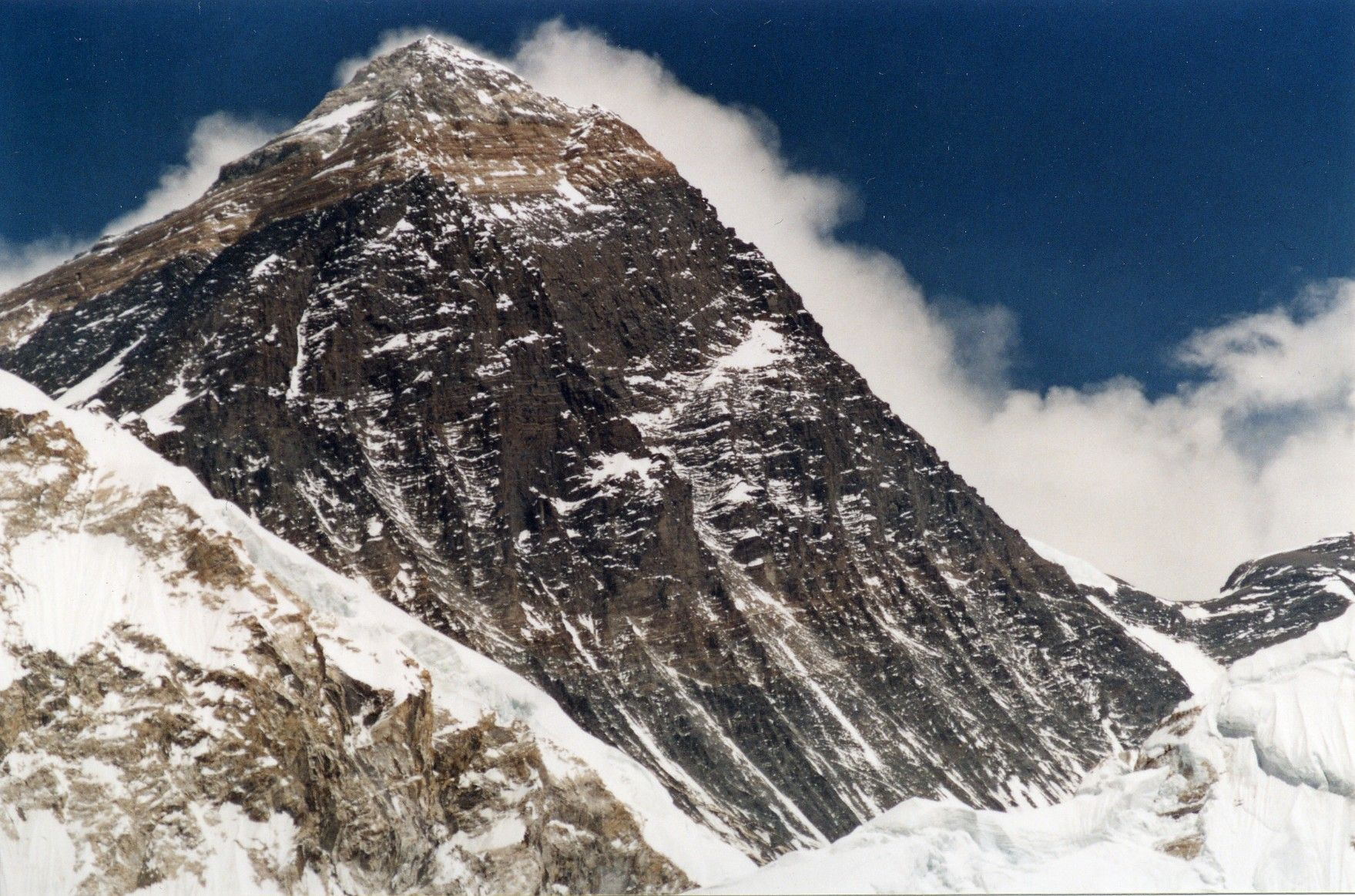
Эверест

Трагические события мая 1996 года на Эвересте легли в основу различных произведений, упомянуты в нескольких книгах, им посвящены два художественных и несколько документальных фильмов и телепередач.

### Книги
Первую книгу о трагедии написал Джон Кракауэр, клиент компании «Adventure Consultants» Роба Холла — «В разрежённом воздухе», она в 1997 году стала бестселлером:
- Krakauer, J. Into Thin Air: A Personal Account of the Mt. Everest Disaster :  [англ.]. — New York : Anchor Books : Doubleday, 1999. — Переиздание 1999 года. — ISBN 978-0-385-49478-6.
- Кракауэр, Дж. В разреженном воздухе. Самая страшная трагедия в истории Эвереста :  [рус.] / Пер. с англ.: Алексей Андреев. — Эксмо, 2016. — 416 с. — (Проект TRUE STORY. Книги, которые вдохновляют). — ISBN 978-5-699-89770-4.

- После публикации книги Кракауэра Анатолий Букреев, гид компании «Mountain Madness», в соавторстве с Де Уолтом (англ. G. Weston DeWalt) написал собственную книгу мемуаров «Восхождение» (англ. The Climb), изданную в 1997 году. Второе и последующие издания этой книги вышли под названием The Climb: Tragic Ambitions on Everest.

- В том же 1997 году Мэтт Дикинсон (англ. Matt Dickinson) написал книгу «Зона смерти»:
 Dickinson, M. The Death Zone: Climbing Everest through the Killer Storm :  [англ.]. — 1997..

В 2000 году вышли книги:
- книга воспоминаний Бека Уэзерса «Брошенный умирать»:
 Weathers, B. Left for Dead: My Journey Home from Everest :  [англ.]. — 2000.
- книга Лин Гаммельгард «Восхождение в поднебесье»:
 Gammelgaard, L. Climbing High: A Woman’s Account of Surviving the Everest Tragedy :  [англ.]. — 2000.
- книга Мэтта Дикинсона «Другая сторона Эвереста»:
 Дикинсон, М. Другая сторона Эвереста. / Пер. с англ.: Ю. Ю. Рояк.. — СПб., 2009. — 232 с. 
 Dickinson, M. The Other Side of Everest: Climbing the North Face Through the Killer Storm :  [англ.]. — 2000.

- В 2011 году издана книга Грэма Рэтклиффа (Graham Ratcliffe) «За день до смерти»:
 Ratcliffe, G. A Day to Die For: 1996: Everest’s Worst Disaster :  [англ.]. — 2011.

- В 2014 году опубликованы воспоминания Лу Касишке (Lou Kasischke) «После того, как стих ветер» (англ. After the Wind, дословный перевод — «После ветра»):
 Kasischke, L. After the Wind: 1996 Everest Tragedy, One Survivor’s Story :  [англ.]. — 2014.

- В 2015 году друг Скотта Фишера, Роберт Биркби, выпустил книгу «Mountain Madness. Scott Fischer, Mount Everest», в 2023 году книга вышла на русском языке под названием «Горное безумие. Биография Скотта Фишера», издательство «Бомбора», ISBN 978-5-04-180611-8

### Художественные фильмы
В ноябре 1997 года вышел художественный телефильм «В разрежённом воздухе: Смерть на Эвересте» (в русскоязычной версии фильм получил название «Смерть в горах»), снятый Робертом Марковицем по одноимённой книге Джона Кракауэра. Фильм не получил широкой известности, оценки зрителей были сдержанные (рейтинг IMDb — 5,7, КиноПоиск — 6.0), мнения зрителей и критиков в отношении его достоинств довольно сильно разошлись.
В 2015 году вышел фильм режиссёра Балтазара Кормакура «Эверест», сценарий для которого был написан уже на основе мемуаров Бека Уэзерса «Left For Dead: My Journey Home from Everest» (с англ. — «Брошенный умирать») Уильямом Николсоном («Гладиатор») и Саймоном Бофоем («Миллионер из трущоб»). Фильм и зрителями, и критиками был принят значительно «теплее» предшественника (рейтинг IMDb — 7,1, КиноПоиск — 7.178) и имел коммерческий успех. В качестве одной из основных причин трагедии в фильме обыграна коммерческая конкуренция между Холлом и Фишером. За исключением нюансов, картина в целом передаёт общую фабулу событий, но при этом в ней, по словам кинокритика «Нью-Йорк Таймс» Энтони Скотта, ощутимо присутствуют «ледяная скованность и на удивление отвлечённость, исключающие серьёзность подлинной трагедии».

### Документальные фильмы и телепередачи
В 1998 году вышел документальный фильм Дэвида Бришерса и Стивена Джадсона «Эверест», снятый в формате IMAX, в котором авторы постарались описать подробности подготовки к восхождению на высочайшую вершину мира, а также потенциальные сложности, с которыми сталкиваются альпинисты, — как объективного характера (погода, лавины, технические сложности), так и субъективного — гипоксия, гипотермия и т. п. Поскольку материал для фильма снимался в 1996 году, в него вошли кадры спасения участниками IMAX-экспедиции Бека Уэзерса и Макалу Го. Фильм стал самым кассовым из снятых в формате IMAX и получил в прокате 128 млн $. Неделей ранее, 24 февраля, увидел свет фильм Бришерса и Лизеля Кларка «Everest: The Death Zone» (с англ. — «Эверест: Смертельная зона»). Во время съёмок фильма для PBS NOVA Бришерс в четвёртый раз в карьере поднялся на Эверест (22 мая 1997 года), и, хотя трагедия 1996 года в фильме не упоминалась, он с сугубо научной точки зрения даёт представление о физиологических процессах, происходящих в организме человека на предельных и запредельных высотах.
В 2004 году Дэвид Бришерс в пятый раз поднялся на Третий полюс, но уже для того, чтобы снять фильм, полностью посвящённый катастрофе 1996 года. Права на него приобрела NBC Universal, полнометражная версия картины под названием «Storm over Everest» (с англ. — «Шторм над Эверестом») вышла в США 13 мая 2008 года. В документальном фильме, получившем очень высокие оценки зрителей (рейтинг IMDb 8,1), максимально реалистично воссозданы события 10—11 мая 1996 года, в том числе ночной ураган, с которым столкнулись альпинисты. Повествование о случившемся на горе в мае 1996 года перемежается с интервью с выжившими участниками восхождения — Нилом Бейдлманом, Шарлоттой Фокс, Майклом Грумом и другими.
Трагедии на Эвересте 1996 года посвящён также 61-й эпизод сериала National Geographic «Секунды до катастрофы» (6-й сезон, 2012 год) «Into the Death Zone» (с англ. — «Секунды до катастрофы: В смертельной зоне») — режиссёр Гарет Джонсон.

## Комментарии
1. ↑  Команда из Югославии штурмовала вершину в ночь с 8 на 9 мая, но из-за погоды была вынуждена повернуть назад[44][45].
2. ↑  По оценке Кракауэра, он провёл с Харрисом в ожидании около часа, т. е. примерно до 14.30. В это время Букреев с клиентами находились выше него[61].
3. ↑  Дагом Хансеном.
4. ↑  Макалу Го и двоих шерпов из его экспедиции.
5. ↑  Свой кислородный баллон Букреев отдал Нилу, который остался на вершине в ожидании клиентов.
6. ↑  На вершине Лопсанг, поднимавшийся без кислорода, отдал свой кислородный баллон Сэнди Питтман[64]
7. ↑  Даг Хансен уже был клиентом Роба Холла в 1995 году, но тогда Холл развернул его назад с Южной вершины в 13:00, поскольку полагал, что тот не успеет безопасно спуститься в лагерь. В этот раз он так не сделал[65]
8. ↑  Горный гид, коллега Холла из «Консультантов», одновременно с Холлом возглавлявший коммерческую экспедицию на Пумори.
9. ↑  По воспоминаниям Букреева, вышли также шерпы Макалу Го[94].
10. ↑  По данным Э. Хоули, в 15.40 индийцы уже поднялись на вершину, что явно не согласуется как с отчётами поднявшихся на вершину с юга, так и с отчётами индийцев[108].
11. ↑  Из сведений Э. Хоули и Х. Сингха также следует, что японцы на Второй ступени обнаружили и Палджора, и Сманла, при этом как минимум один из них был ещё жив[3][108].
12. ↑  Не входит в топ покорителей по формальным причинам. Под сомнением факт его восхождения на «техническую» вершину Чо-Ойю в 1990 году.